# Carcassonne történelmi erődvárosa
Carcassonne történelmi erődvárosa (Cité de Carcassonne) kettős falgyűrűvel megerősített középkori erődváros Franciaország déli részén, Aude megyében. Egyike Európa leglátványosabb ilyen jellegű településeinek. A hely már több ezer éve lakott, a kelták alapították. Falrendszerének legkorábbi elemei a római korból származnak és szabad szemmel is láthatók a belső falgyűrű egyes részein. A Római Birodalom bukása után többször elfoglalták, vizigót, arab és frank fennhatóság alatt is állt. Az első grófok a 8. századtól uralták a várost a Karoling Birodalom felügyelete alatt, majd évszázadokkal később a Trencavel család birtokába került. 1209-ben a katharok ellen hirdetett keresztes hadjárat során a keresztesek elfoglalták, majd később a Francia Királyság része lett. Utoljára 1240-ben ostromolták meg.
A 13. század folyamán nagyszabású építkezésekkel teljesen átalakították Carcassonne képét. Ebben a században épült meg a külső erődfal, és befejezték legfontosabb egyházi épületének, a 12. század első felében román stílusban elkezdett Saint Nazaire-bazilikának szentélyrészét is. A fal nyugati részén, a Cité legmagasabb pontján álló várat még a 12. század elején kezdték építeni római kori alapokra. Az eredeti kétszintes épület a mainál kisebb volt, jelenlegi formája, a középkori francia katonai építészet egyik kiemelkedő alkotása nagyrészt szintén a 13. századi átépítés eredménye. Napjainkban helytörténeti múzeumként üzemel.
A 13. század közepétől Carcassonne másodvonalbeli határvárossá vált, és míg egyes külső városrészei a textiliparnak köszönhetően fejlődésnek indultak, a Cité, amely egyre jelentéktelenebb védekező szerepet töltött be, hanyatlani kezdett. Az évszázadok során a védművek egyes helyiségeit börtönné alakították át. A település az 1659-es pireneusi béke után teljesen elvesztette stratégiai jelentőségét, és pusztulni kezdett. A 19. században le akarták bontani az akkorra már teljesen elszegényedett városközpontot, de 1844-ben mégis úgy határoztak, hogy megmentik. A század közepén Viollet-le-Duc vezetésével megkezdték a helyreállítást, amelyet csak a 20. század elején fejeztek be. A történelmi városrész ma is lakott terület, egyben népszerű turistalátványosság és 1997-től a világörökség része.

## Története

### Kezdetek

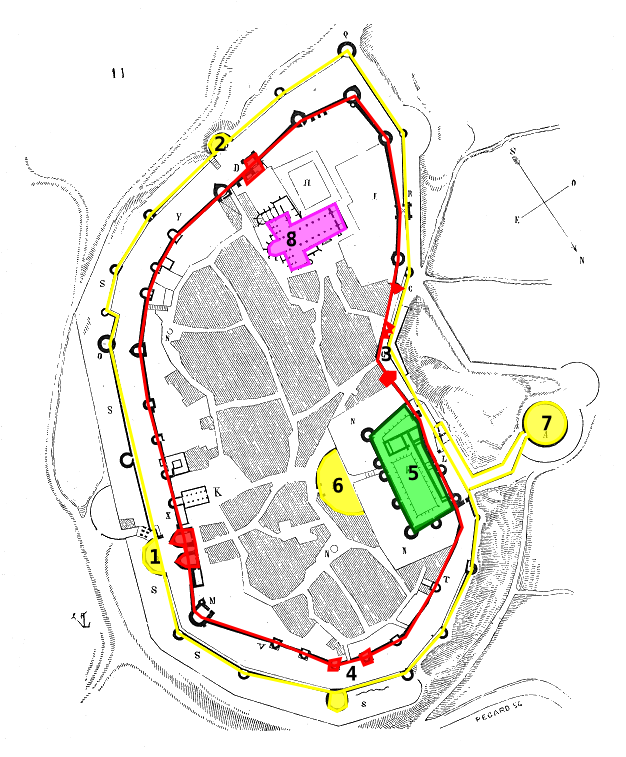
1: Narbonne-i kapu 2: külső falgyűrű 3: belső falgyűrű 4: Tresan-torony 5: vár 6: keleti barbakán 7: Aude barbakán

A régészeti feltárások során bebizonyosodott, hogy az i. e. 8. század vége felé Carcas lelőhelyen, a mai Carcassonne-tól két kilométerre délkeletre kialakult egy település, amelyet még nem lehetett városnak nevezni, de már árucsere helyszíne volt. Ez a Carcas tekinthető az i. e. 6. század közepén létrejött Carcaso oppidum elődjének. A többi oppidumhoz hasonlóan Carcaso is megerősített hely volt, és mivel egy sziklán helyezkedett el, ellenőrizni tudta a környéket.
A város lokális szinten ötven méter magasságból uralta az Aude folyó egy kanyarulatát, két egymást keresztező kisebb jelentőségű útvonallal, regionális szinten pedig a Corbières és Montagne Noire közötti szűk folyosót, amely a legcélszerűbb útvonal volt a tengerpart, valamint Toulouse és Aquitania között. Országos szinten Carcassonne a Narbonne−Bordeaux tengelyen, az Atlanti-óceán és a Földközi-tenger közötti legrövidebb útvonalon fekvő állomás volt. A közelben lévő vas-, réz-, ólom- és arany lelőhelyeket már az i. e. 1. századtól kiaknázták, a városközpont (Cité) területén feltárt számos etruszk, pun és görög eredetű kerámiatöredék arra utal, hogy a település fontos csomópont volt az Aquitania felé vezető úton.

### A római kor
Már az i. e. 3. században megjelentek a campaniai jellegű agyagedények, ami a Római Birodalom egyre növekvő gazdasági befolyását jelzi, főleg a borkereskedelem területén. A kereskedők így megelőzték Cnaeus Domitius Ahenobarbus legionáriusait, akik i. e. 118-ban nagyobb ellenállás nélkül foglalták el Dél-Galliát. A kezdetben oppida latina jogállású település az i. e. 1. század utolsó harmadában Julia Carcaso colonia központja lett. Adminisztratív központ volt, de Narbonne és Toulouse mellett nehéz meghatározni politikai és gazdasági befolyásának mértékét. 1923-ban A vár területén ebből a korból származó házmaradványok kerültek elő. A falakat rózsaszín vakolattal fedték le, és egyes helyiségek padlóját fehér alapon egyszerű fekete geometrikus mintákkal borították, ami nem utal különösebb luxusra. A domb északi részének lábánál egy nagyobb területen az Aquitania felé vezető úton feltehetően az Aude töltéséig terménytárolók és más hasonló célokra használt épületek álltak.

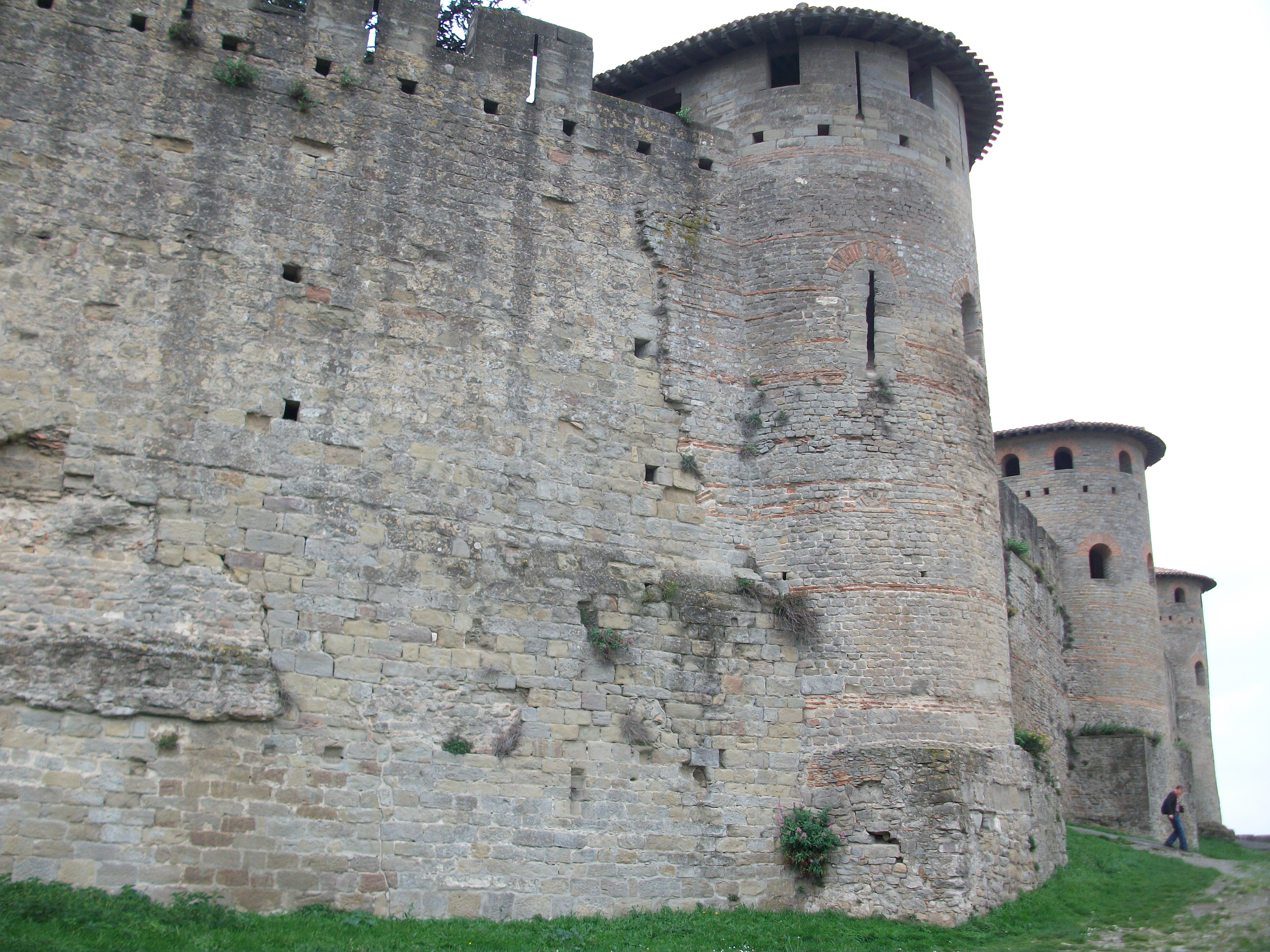
A gall-római falszakasz egy része

Míg a 3. században a Pax Romana idejében kevesebb figyelmet fordítottak Carcassonne védelmére, a barbárok megjelenése után egy tornyokkal megerősített falgyűrűvel vették körül a települést. Az erődítmény jelentős része fennmaradt, a jelenlegi belső falgyűrűben látható. Ez a gall-római falgyűrű egy kicsivel több mint hét hektáros területet zárt körbe és az első barbár támadások ellen védte a lakosokat. Készítéséhez rendkívül kemény habarccsal összefogott kisméretű köveket és jellegzetes formájú égetett téglákat használtak fel. A településnek már akkor is négy fő bejárata volt, a falat harminc toronnyal erősítették meg. A tornyok egy kivételével a klasszikus gall-római formát követik, oldaluk a város felé egyenes, míg kívülről ívelt. Alsó szintjük tömör, az első emeleten a belső oldalon ajtókat, a külsőn három-három ablakot alakítottak ki. Az ajtók és ablakok tetejét téglaívekkel zárták le, az ablakokra az íjászok védelmére valószínűleg fatáblákat szereltek. A létrákkal megközelíthető felső szintet szükség esetén le tudták zárni. A tornyok 15-35 méter távolságra álltak egymástól, a köztük lévő fal a talajviszonyoktól függően 4,5–8 méter magas lehetett, vastagsága 2,2 és 3,9 méter között váltakozott.
Ekkor a település még viszonylag jelentéktelen volt, csak a következő évszázadtól kezdte egyre fontosabb stratégiai szerepét betölteni, melyet ezután egy évezreden keresztül meg is tartott: aki uralta a városközpontot, uralta Alsó-Lanquedoc területét is. Egy i. sz. 333-ból származó forrás említi Carcassonne castellumot egy felsorolásban, amely a Bordeaux-ból Jeruzsálembe vezető zarándokútvonalon fekvő fogadókat, postaállomásokat, falvakat és városokat listázza. Mivel itt már Narbonne-nal ellentétben nem civitasként szerepel, ez valószínűleg egyfajta hanyatlásra utal, pont abban a korban, amikor a nagybirtokok kialakultak. Ebben az időszakban a castellum kifejezés falgyűrűvel körülvett megerősített városmagot jelentett a domb tetején.

### A korai középkor
Az 5. század elején a település Galliának még ahhoz a részéhez tartozott, amelyet a rómaiak meg tudtak őrizni, de nem sokkal később az Aquitaniában letelepedett vizigótok betörtek a területre, és megindultak az Ibériai-félsziget felé. Carcassonne 412-ben került vizigót fennhatóság alá. Az egykori forrásokból nem derül ki, milyen körülmények között került a birtokukba (ostrom vagy a lakosok a túlerőnek megadták magukat), de az biztos, hogy egy jó állapotban lévő települést szálltak meg. A vizigótok, a többi gót népcsoporthoz hasonlóan kevésbé értettek az építészethez, így a hódítások során csak a készen talált római épületek állagmegóvására törekedtek. Carcassonne esetében ez olyan jól sikerült, hogy a hagyomány hosszú ideig nekik tulajdonította a város megalapítását.
507-ben a frankok kiűzték őket Aquitaniából, viszont sikerült megtartaniuk Alsó-Languedoc területét, melyet akkor Septimania vagy Gotia néven ismertek, és kiterjesztették uralmukat az Ibériai-félsziget jelentős részére is. 508-ban I. Klodvig frank király sikertelenül ostromolta meg a várost, és ez megállította a mediterrán partok felé irányuló frank terjeszkedést. 585-ben a települést újra, ezúttal sikeresen megostromolták, de a vizigótok hamar visszaszerezték, az ő uralmuknak viszont az iszlám terjeszkedés vetett véget. Úgy tűnik, Carcassonne sikeresen ellenállt egy 8. század eleji ostromnak, viszont 725-ben arab kézre került. Fennhatóságuk nem tartott sokáig, mert a 8. század közepén Kis Pipin elfoglalta Septimaniát.

### Az első grófok
Az Aquitania és Septimania között elterülő Carcassonne grófsága 750 körül a frankok egyik, a muzulmánok elleni harcokban részt vevő családjára szállt. Egy ekkora területet nem lehetett függetleníteni a Karoling Birodalomtól, így a karoling uralkodók, főleg Nagy Károly és (később mikor már a Nyugati Frank Királysághoz tartozott) Kopasz Károly különös figyelmet fordítottak az első grófok, Bellon és II. Oliba tevékenységére. Ez az első dinasztia a 10. század közepén kihalt, és egy a pireneusokból származó család foglalta el a helyét. Körülbelül egy évszázaddal később a család utolsó férfitagja, III. Roger örökösök nélkül halt meg és 1067-ben Carcassonne testvérének, Ermegarde-nak, Agde és Béziers grófnőjének a birtokába került. Ermegarde Raimond Bernard Trencavelhez, Albi és Nîmes grófjához ment feleségül. Úgy tűnik, nem voltak komolyabb terveik az örökséggel, mivel egy évvel később a várost és a környező területeket jelentős mennyiségű aranyért eladták Barcelona grófjának, I. Rajmund Bergangernek (†1076), és elfogadták a terület feletti fennhatóságát. I. Rajmund örökösét, II. Rajmund Berganger grófot saját ikertestvére gyilkolta meg 1082-ben. Rögtön ezután Bernard Aton, Rajmond Bernard Tencavel és Ermegarde fia a városba érkezett, és kinevezte magát a meggyilkolt gróf kiskorú örököse védelmezőjének. Kilenc évvel később azonban nem volt hajlandó átadni a hatalmat a jogos örökösnek.

### Barcelona és Toulouse között

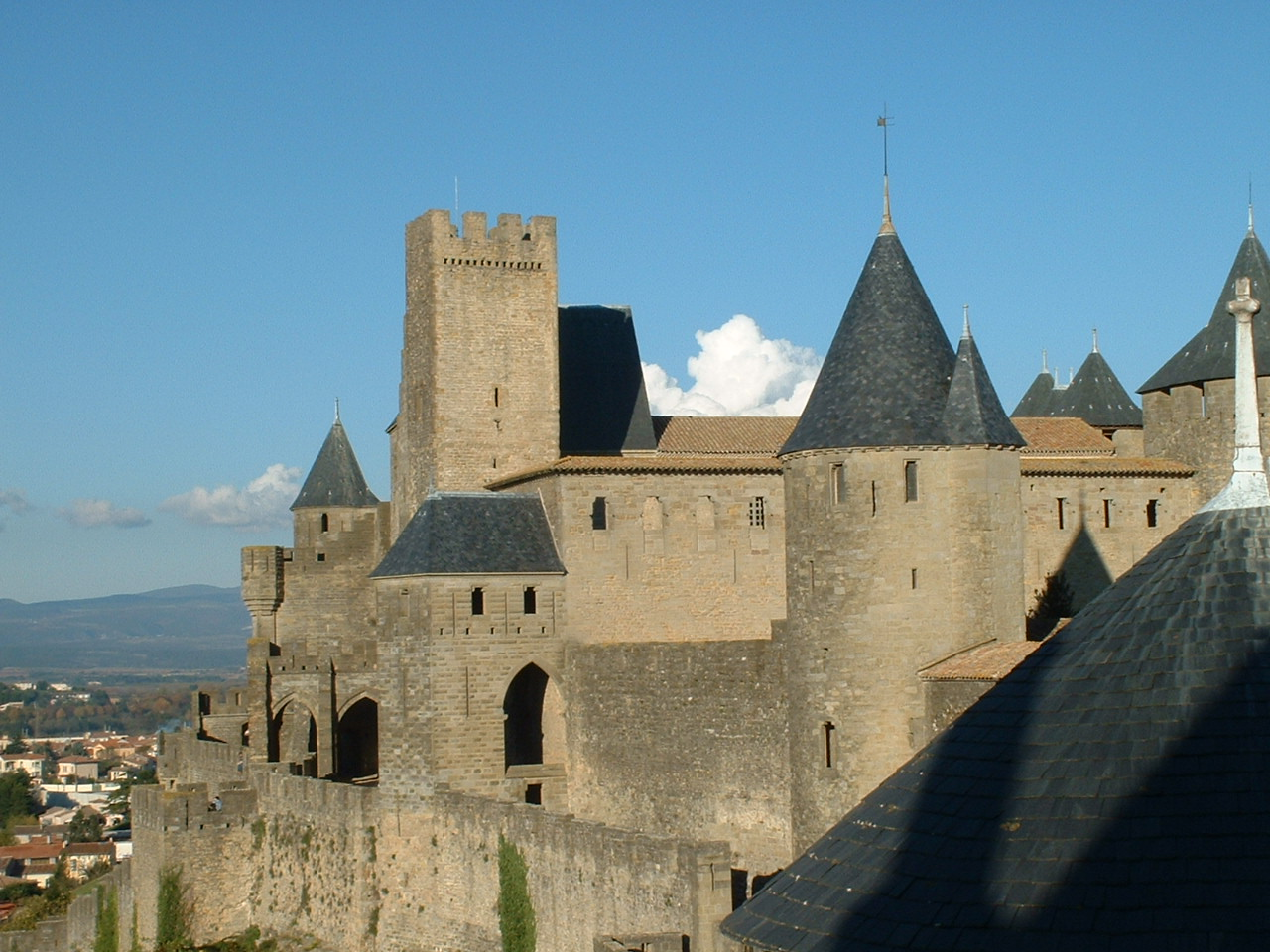
A négyszögletes Pinte-torony
a 12. századból

Bernard Aton ragaszkodott a hatalomhoz és szívós munkával egy Carcassonne-központú földbirtokrendszert hozott létre, ami időnként összezsugorodott, de még így is alkalmas volt arra, hogy megakadályozza a barcelonai és toulouse-i hatalmi törekvéseket. A lakosok nehezen viselték erőszakos módszereit, ezért 1107-ben hűséget esküdtek Barcelona urának, és Bernard Atont elűzték a városból, azonban a toulouse-i gróf segítségével sikerült visszaszereznie hatalmát. 1112-ben a kisemmizett III. Rajmund Berganger komoly sereggel vonult Carcassonne felé, és csak a narbonne-i érsek közbelépésére sikerült elkerülni a komolyabb összecsapást. 1120-ban a lakók a környékbeli földesurak támogatásával újból fellázadtak, és Bernard Atonnak a toulouse-i gróf ismételt segítségével is csak négy év alatt sikerült helyreállítani a hatalmát.
1082 és 1124 között az ő elszántságának köszönhetően sikerült megállítani a katalán terjeszkedést, de a következő években megváltoztak az erőviszonyok. IV. Rajmund toulouse-i gróf és utódai egyre jobban igyekeztek kiterjeszteni befolyásukat, és a fenyegetés ellen a Trencavel család a katalán fél felé fordult, amelynek 1137-től, az aragóniai és a barcelonai uralkodócsaládok egyesülésével ugrásszerűen megnőtt a hatalma. De ez a szövetség nem volt erős, ezért és viszonylagos függetlenségük miatt a Trencavelek az albigensek ellen meghirdetett keresztes hadjárat idejére teljesen elszigetelődtek.

### A keresztes hadjárat előtt
A 13. század elején a várost csak a késő antik korban emelt falgyűrű védte, ami annak ellenére, hogy már kilencszáz éve állt, még mindig jó állapotban volt. Bernard Aton idejétől a város védelmét lovagokra bízták, akiknek a városon belül rendelkezésükre bocsátottak egy házat. Megélhetésüket a környéken lévő néhány birtok bevételeiből fedezték. Úgy tűnik, az első grófok a "Narbonne-i várban" laktak, de ennek az épületnek nem maradt nyoma, nevéből ítélve a város keleti kapujának közelében állhatott. Valószínűleg néhány évvel halála előtt Bernard Aton székhelyét innen a biztonságosabb dombtetőre helyezte át, a forrásokban az új épület palatinumként szerepel. 
Ez a megerősített épület hasonlíthatott a környéken lévő kisebb falgyűrűvel megerősített falvakban, az úgynevezett castrákban élő, a lakosokkal közvetlenebb kapcsolatban álló földesurak lakhelyeihez. A prosperáló Carcassonne különböző részeiben ekkor 3-4 ezer ember lakhatott. A megerősített városrész mellé két külváros csatlakozott. Az északi Szent Vince városrész már a római időkben is létezett, valószínűleg folyamatosan terjeszkedett, és idővel a ferde domboldal ellenére épületei egyre közelebb kerültek a gall-római falakhoz. Délen és keleten a Szent Mihály városrész a Narbonne-i kaputól kiindulva feltehetően a karoling-korban épült ki. A két külső területet árkok és a központi falgyűrűhöz kapcsolódó falak vették körbe.

### A keresztes hadjárat

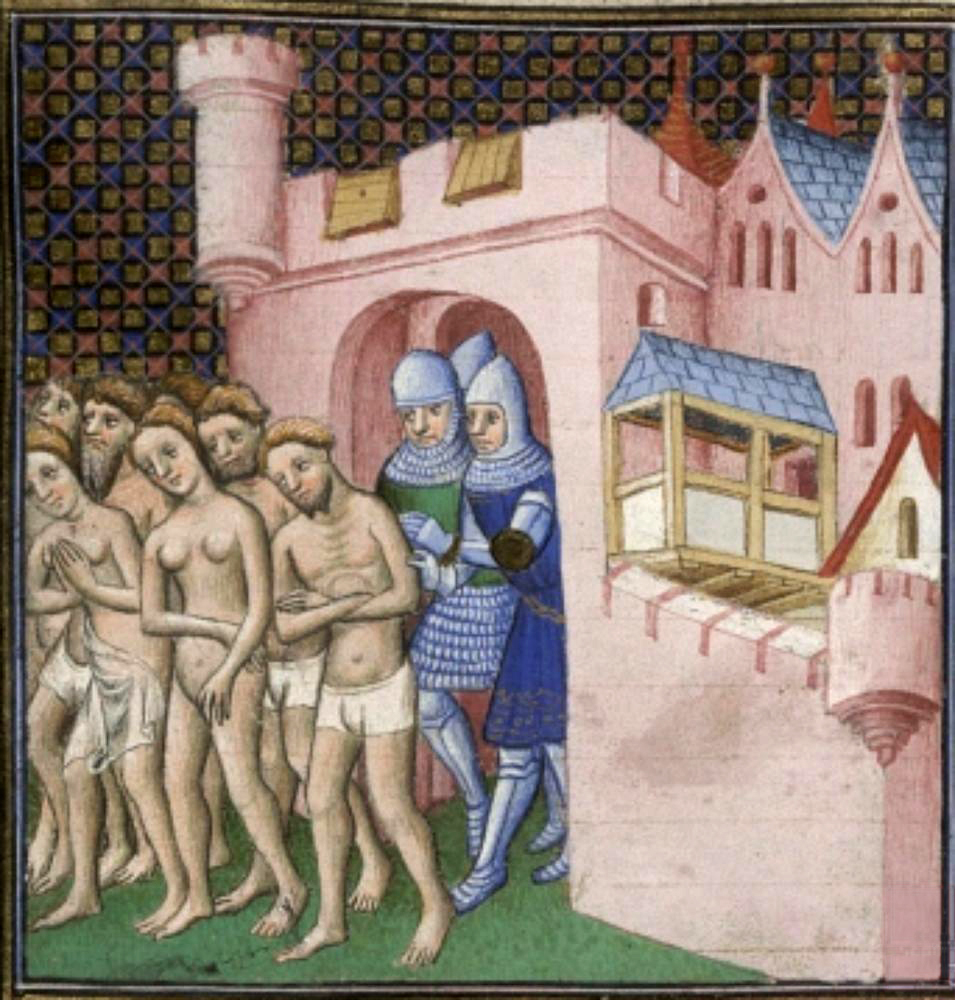
A város lakóit kiűzik Carcassonne-ból, a Grandes Chroniques de France (Franciaország Nagy Krónikája) egyik miniatúráján a 15. századból

Az albigensek ellen hirdetett keresztes hadjárat egyik célja az volt, hogy az eretnekeket támogató földesurakat megfosszák birtokaiktól. A fő célpontok közé tartozott Raimond-Roger Trencavel, Carcassonne ekkori ura, akinek birtokait felajánlották a Béziers felé vonuló keresztes lovagoknak. Trencavel a hadjárat idején (1209-ben) Carcassonne-ban tartózkodott. Ez jelzi a település fontosságát és azt, hogy bíztak a város harmincnégy toronnyal megerősített, három méter vastag falakból álló védműveiben. Béziers-t gyorsan elfoglalták a keresztesek, lakosságát lemészárolták, és a várost felgyújtották. Ezután Carcassonne felé vonultak, ahova július 28-án értek el.
Trencavel augusztus 15-én megadta magát, és elérte – igaz teljes vagyonelkobzás mellett -, hogy a lakosok életét megkíméljék, viszont száműzték őket a városból és a környező falvakból. Az északi külvárost már augusztus elsején elfoglalták, a keletit egy héttel később. A központi városrészt tovább tartott volna bevenni de Trencavel igyekezett elkerülni a nagyobb vérontást. A város feladásának további okai is voltak: 
- az ostromlók többszörös túlereje – több ezer fegyveres néhány száz védővel szemben,[15]
- külső segítségre nem számíthattak – II. Péter aragóniai uralkodó közvetítési kísérlete kudarcba fulladt, ezután úgy döntött, nem védi meg vazallusát,
- a keresztesek kezére került a folyópart és Fontgrande forrás –  a nyári melegben a kutak és ciszternák ivóvízkészlete nem tartott volna ki sokáig,
- a városközpont lakosainak száma ugrásszerűen megnőtt a környékről bemenekülők miatt –  így még több áldozatra lehetett számítani,
- ezen kívül meghatározó lehetett a béziers-i mészárlás okozta sokkhatás is[16]

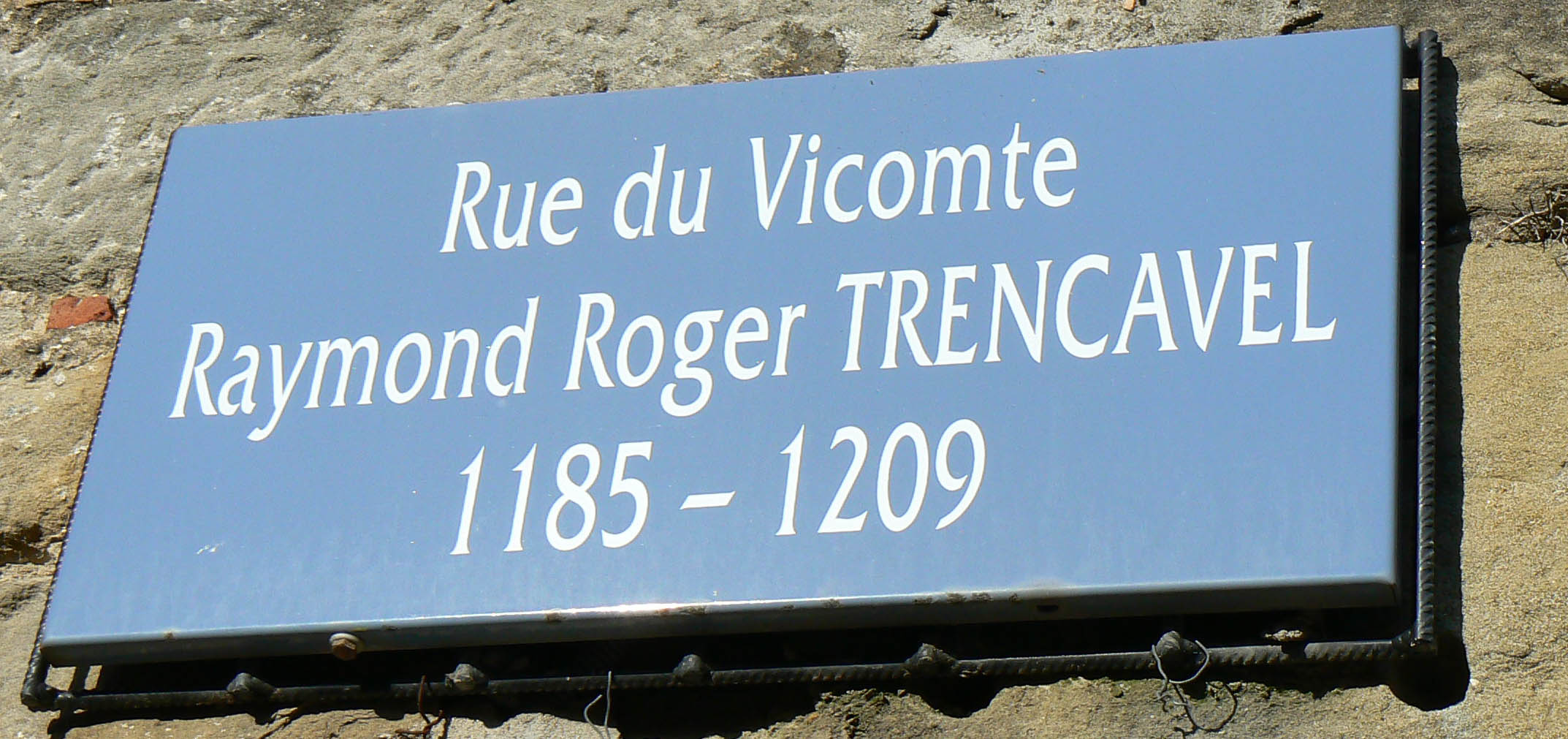
Raimond-Roger Trencavel-ről elnevezett utca a Cité területén

A keresztesek így egy gyakorlatilag érintetlen települést foglaltak el, és hatalmas hadizsákmányt szereztek. Mivel a hadjáratban résztvevő többi főnemes nem tartott igényt Trencavel vagyonára, Simon de Monfort lett Carcassonne új ura. A vár börtönébe zárt Trencavel 1209. november 10-én meghalt, kétéves fiát Foix grófja vette magához. Ezzel egyidőben a pápa megerősítette Simon de Monfort-t új hűbérbirtokában. Ezután már csak a francia királyt ismerte el hűbérurának, így a muret-i csata után (ahol II. Péter életét vesztette) megszakadtak a politikai kapcsolatok Carcassonne és Aragónia között.
Simon de Monfort Toulouse 1218-as ostromakor meghalt, holttestét Carcassonne-ba szállították, és (átmenetileg) a Saint Nazaire-bazilikában temették el. Franciaországi birtokait Amaury nevű fia örökölte, aki 1224-ben VIII. Lajos javára lemondott itteni területeiről, és visszatért Île-de-France régióba. Ezután rövid időre a nemrég aláírt lemondási szerződés ellenére Raimond Trencavel (Raimond-Roger fia) lett a város ura. A király sereggel vonult a város felé, hogy érvényesíteni tudja jogait, de a lakosok 1226-ban önként átadták a település kulcsait a még Avignon előtt táborozó uralkodónak. Ezután a Cité adminisztrációs központ lett egy sénéchal (udvarnagy) felügyelete alatt, és innen irányították Languedoc nyugati részét. A citadellát átalakították, és nagyszabású építkezések során egy masszív erődöt hoztak létre.

### A 13. századi átalakítások

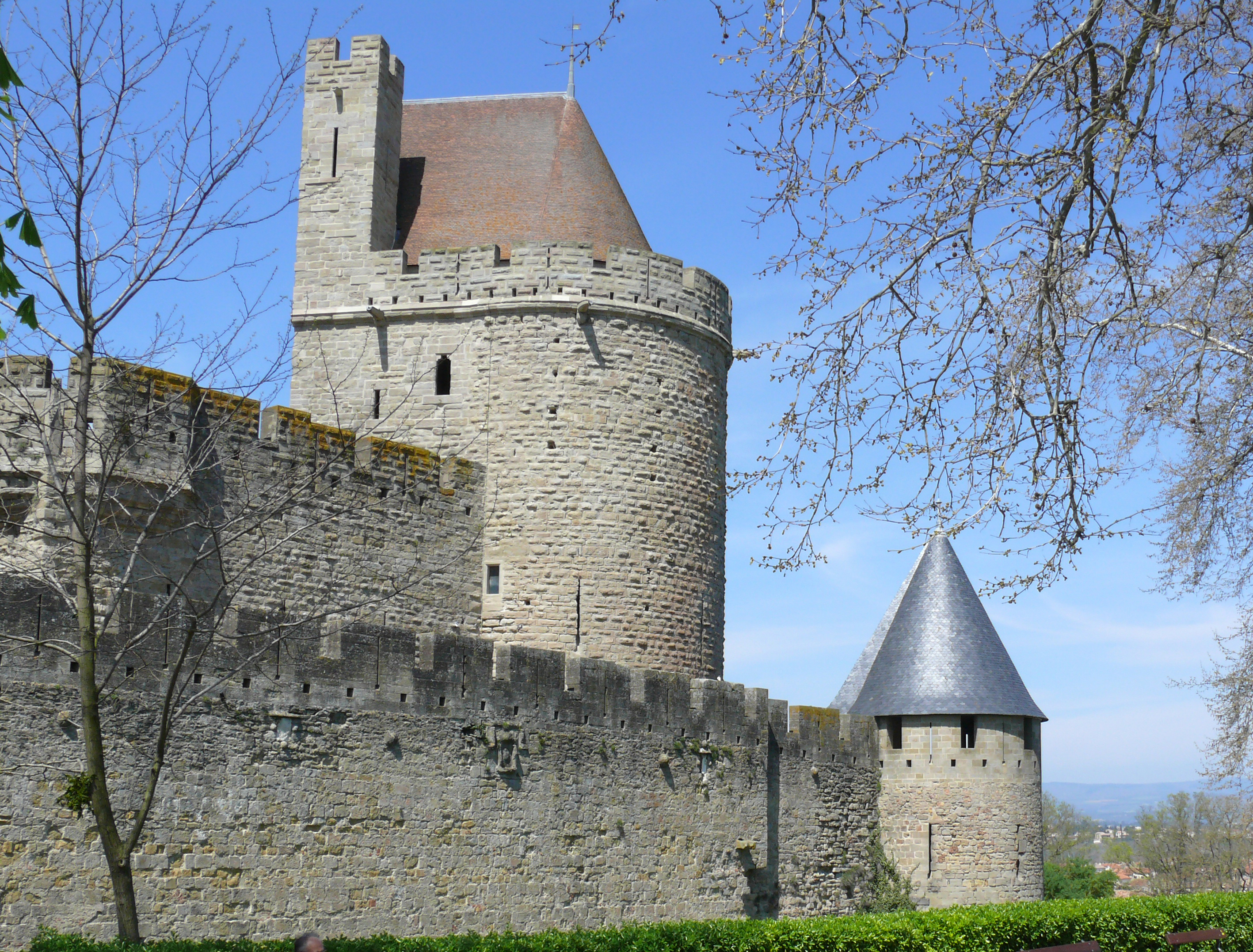
A Trésan-torony

Az építkezések teljesen átformálták a Cité képét, és több célt szolgáltak. A legfontosabbak közé tartozott megvédeni a király embereit egy meglehetősen ellenséges környezetben, megakadályozni, hogy az Aragóniába menekült Raimond Trencavel bevegye a várost, amit tulajdonának tekintett, ellenállni az aragóniai terjeszkedésnek és hirdetni az uralkodó hatalmát egy olyan léptékű építkezéssel, amire egy átlagos vazallus nem lett volna képes. A munka nagy részét királyi építészek irányították. A védművek jellegzetessége, hogy a falak és tornyok már nem csak védelmet nyújtottak, hanem alkalmassá váltak arra is, hogy a támadóknak veszteségeket okozzanak. Az építkezések 1226 után szinte azonnal megkezdődtek, legelőször a várat alakították át. A Trencavelek lakhelyét eredetileg csak egy oldalról védte a gall-római fal, most a másik három oldalról is tornyokkal megerősített fallal vették körül. Így a királyi küldöttek biztonsága érdekében teljesen elkülönítették a város többi részétől, ahol a lakosság hűsége még mindig kétséges volt.
A következő években, mialatt a vár átépítése lassan a végéhez közeledett, a gall-római fal elé egy másik, tizennégy toronnyal megerősített, másfél kilométer hosszú falgyűrűt emeltek. Nyugati oldalán  egy fedett lejárót alakítottak ki, ahonnan a meredek domboldalon biztonságosan meg lehetett közelíteni az Aude folyót ellenőrzése alatt tartó barbakánt. A barbakánnak az volt a feladata, hogy ostrom esetén a folyó a lehető leghosszabb ideig elérhető maradjon. Az Aude medre ekkor még közelebb volt a városközponthoz, mint most. Valószínűleg ezek a védművek készültek el 1240-re, amikor a várost története során utoljára ostromolták meg. 1240 szeptember 17-én az Aragóniából visszatérő Raimond Trencavel hozzá hasonlóan kisemmizett lovagokkal együtt megtámadta a Cité-t. A környező városrészekben élők felszabadítóként fogadták őket. A királyi udvarnagy, Guillaume des Ormes által mesterien megszervezett védelmet próbára tették a kettős fal és a barbakán elleni támadások, valamint a külvárosok házaitól ásott alagutakon keresztüli betörési kísérletek. Október 11-én majdnem egy hónapnyi sikertelen ostrom után, a királyi seregek közeledtére Trencavel visszavonult, majd néhány évvel később hivatalosan is lemondott minden Carcassonne-ra vonatkozó követeléséről.

### Az 1240-es ostrom után

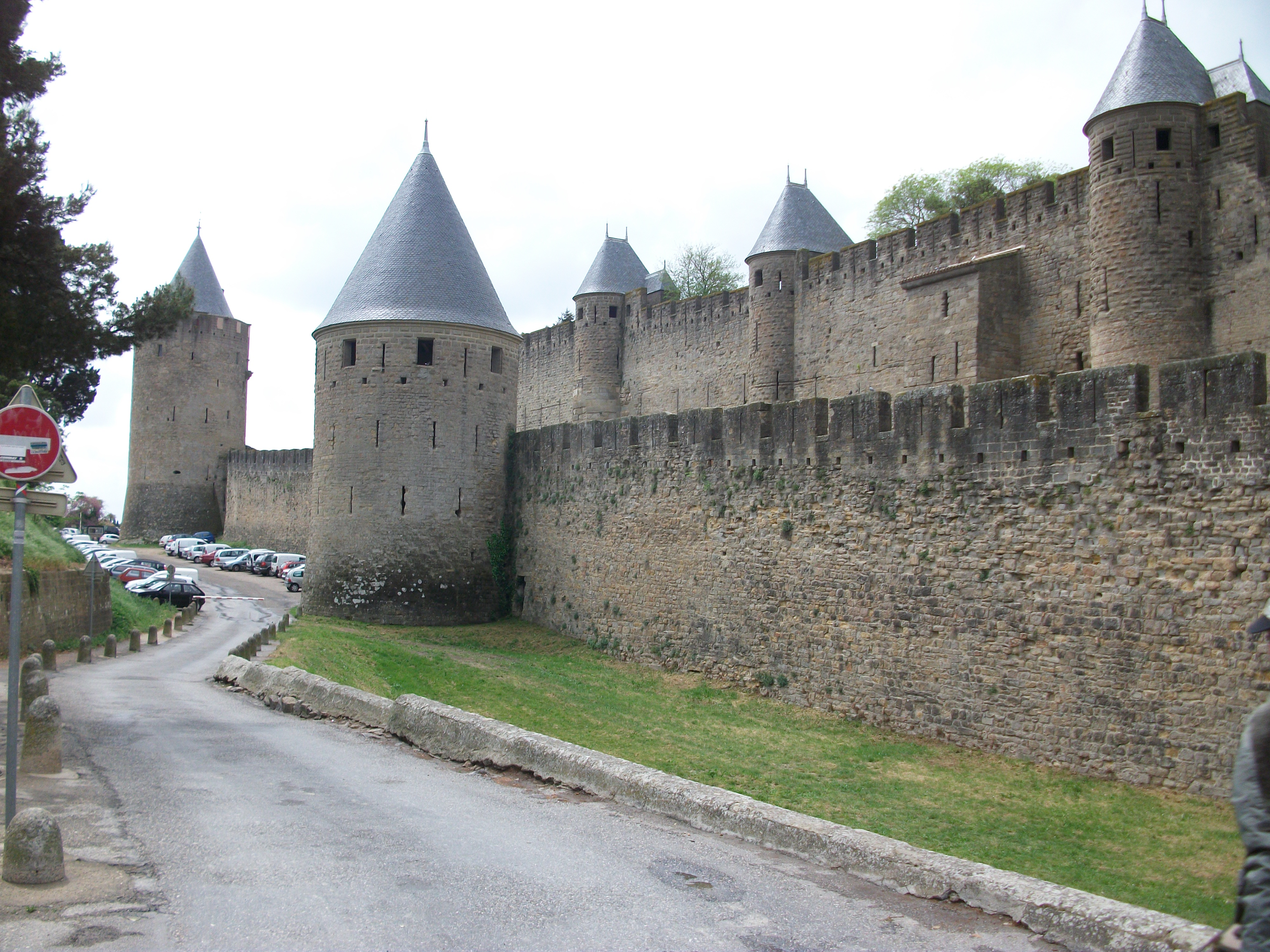
A külső falgyűrű egy része

Az ostrom után a Raimond Trencavel-t felszabadítóként fogadó külvárosi részeket lerombolták, lakóikat száműzték. IX. Lajos csak 1247-ben engedélyezte, hogy távolabb az Aude mentén letelepedjenek. A külső falgyűrűt kijavították és kiegészítették, ekkor épült például a Vade- és a Peyre-torony. A belső gyűrű északi és nyugati részén a fal tetejét újjáépítették. A két falgyűrű közötti területen a talajt egy szintbe hozták, a vár ma is látható kisebb udvarának helyén egy oszlopos csarnokot emeltek. Végül a vár és a nyugati városkapu között felépítették az Igazságszolgáltatás tornyát. Az utolsó építkezési hullám III. (Merész) Fülöp uralkodásának utolsó éveiben kezdődött és IV. (Szép) Fülöp uralkodásának első éveiben ért véget. Ez utóbbi valószínűleg az Aragónia és Franciaország közötti ellenségeskedés 1280 utáni kiújulásával lehet összefüggésben. A belső gyűrű teljes déli sarkát újjáépítették, a keleti oldalon a késő antik tornyok és falmaradványok egy új, fejlettebb védműrendszer alapjává váltak, végül átépítették és kijavították a Narbonne-i kaput, a Trésan-tornyot és az északi fal egy részét. III. Fülöp építőmunkásai olyan magas színvonalon dolgoztak, hogy építményeiket a tetőkön kívül gyakorlatilag nem kellett tatarozni, ma is korabeli formájukban láthatók.

### A 13. század második felétől
1258-ban IX. Lajos alkalmazkodva a realitásokhoz a corbeil-i egyezményben lemondott roussillon-i és katalóniai területi követeléseiről, ahol a francia királyok korábban is csak névlegesen gyakorolták a hatalmat. Ugyanezt tette az aragóniai uralkodó is languedoc-i területekkel kapcsolatban. A békeszerződést egy olyan erődrendszer kialakításával párhuzamosan készítették elő, ami kijelölte a Francia Királyság határát. Puilaurens, Aguilar, Quéribus, Peyrepertuse és Termes várai a Corbières-hegység magaslatain előretolt helyőrségek voltak, a mögöttük fekvő Carcassonne második vonalbeli határvárossá vált kétszázhúsz fős védősereggel és hadianyagokkal jól felszerelt raktárral.
Ebben az időben kezdett kiépülni a mai alsóváros. A század közepén az Aude bal partjánál egy nagyobb területet adományoztak a régebbi külvárosokban lakók részére, a korábbi városrészek parókiaként születtek újjá, a Szent Vince városrész északon, a Szent Mihály délen. Miközben a textiliparnak köszönhetően az alsóváros gyorsan fejlődött, a Cité, ami egy nem megkérdőjelezett határt „őrzött”, hanyatlásnak indult. 1353-ban a százéves háború során a Fekete Herceg seregével egészen Languedoc-ig nyomult előre, de a Citét ő sem ostromolta meg. Katonái felégették a külvárosokat és elvonultak a területről. A következő századokban a védművekben lévő helyiségek egy részét börtönnek használták, erről tanúskodnak a falakon talált falfirkák. 1418-ban a védősereg létszámát megfelezték, a posztok örökletessé váltak, ami lehetővé tette, hogy a tisztek más megélhetési forrásokat is keressenek.

### A pireneusi egyezmény után
1659-ben a pireneusi egyezmény a területet végképp a Francia Királysághoz csatolta, a határt kitolta a Pireneusokba, így a Cité végleg elvesztette stratégiai jelentőségét. A bírák, a király megbízottjai és az egyházi emberek a városközpontból a virágzó alsóvárosba költöztek. A 19. század elejére elszegényedett és csak a legkevésbé prosperáló textilműhelyek működtek a területén, pont abban az időben, amikor a helyi szövőiparnak már nem volt összeköttetése a keleti piacokkal, és a kereskedők lehetőségei is beszűkültek. Ekkor a Cité a hadsereg fennhatósága alatt állt, vezetői készek voltak az egészet lebontatni. Jean-Pierre Cros Mayrevieille  helyi lakos és Prosper Mérimée kezdeményezésére ez nem történt meg, a helyreállítás mellett döntöttek.

## Viollet-le-Duc és a helyreállítás

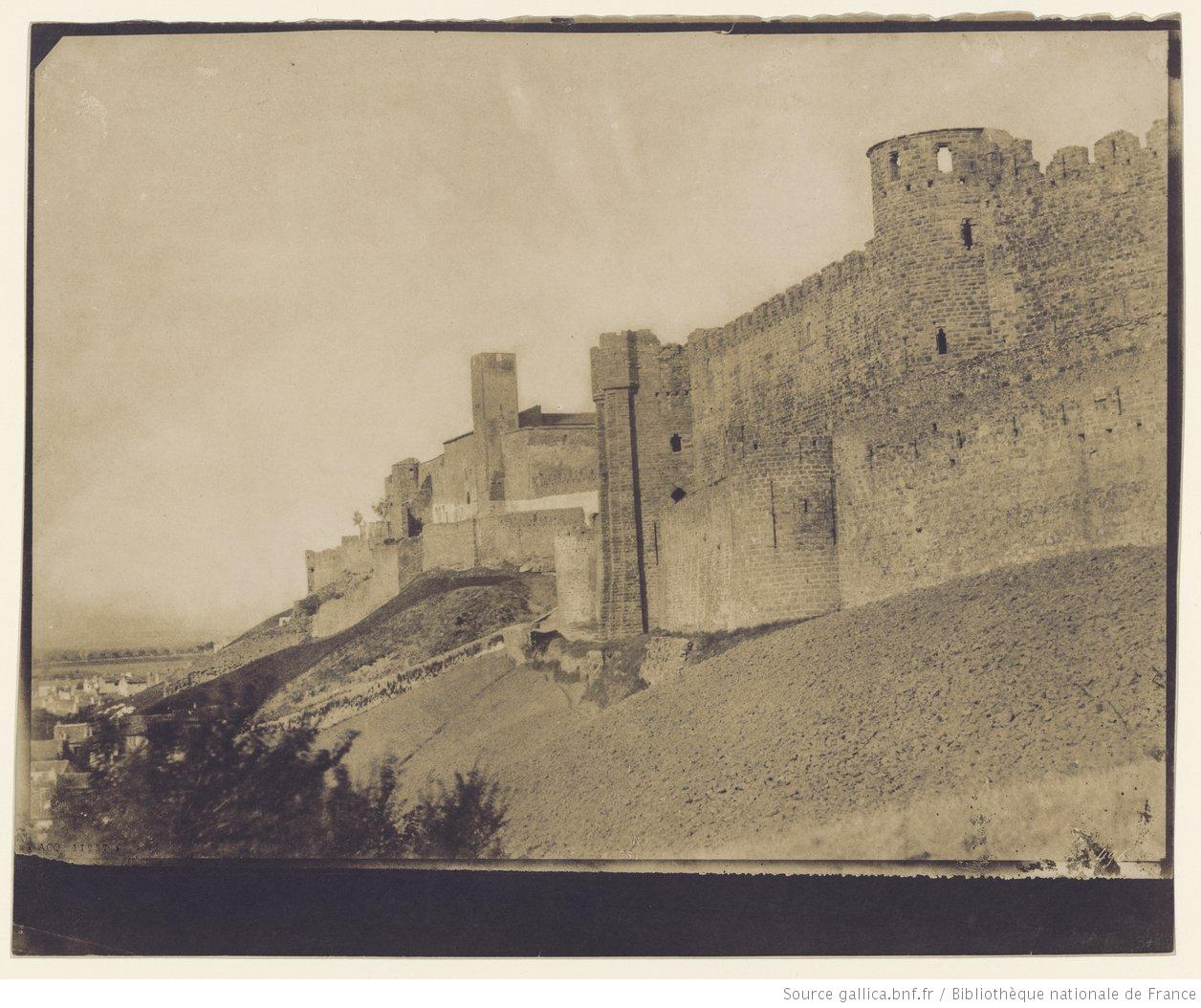
Falszakasz helyreállítás előtt

A helyreállítási munkákat Viollet-le-Duc irányításával kezdték meg 1844-ben a Saint Nazaire-bazilika restaurálásával. Ezzel egyidőben részletesen felmérte és dokumentálta a város megmaradt falait, védműveit, és feljegyzéseket készített a katonai építészet fejlődéséről. A műemlékvédelmi hivatal megbízásából rajzokat is készített, amelyeken a falak 13. század eleji állapotát, a Cité fénykorát igyekezett rekonstruálni. Megfigyeléseit a francia építészetről szóló szótárában jegyezte fel. Ezen kívül 1858-ban egy brosúrát is kiadott a városról.
Számításai szerint a tornyok és a barbakánok védelméhez 1323 emberre volt szükség. Ez csak a harcokban konkrétan résztvevők száma volt, a kisegítőké ennek kétszerese lehetett. Számításba véve a belső és külső falak hosszát (körülbelül 1100 és 1500 méter) kiderül, hogy védelmükre méterenként átlagban egy-egy embert kellett biztosítani. Minden tornyot és barbakánt körülbelül húsz ember védett, a Narbonne-i kapunak egy ötven, míg a várnak egy kétszáz fő körüli helyőrsége volt. A külső és belső fal közötti terület nagy részét raktározási célra használhatták, fegyvereket, hadianyagokat, (építkezésekkor fagerendákat és más építőanyagokat) tárolhattak itt.
Mikor 1851-ben megkapta a megbízást a falak és a tornyok helyreállítására Viollet-le-Duc már jól ismerte az építmények állagát, építésük különböző fázisait és tisztában volt a rendelkezésre álló erőforrásokkal is. Átfogó tervek hiányában fázisonként haladt a helyreállítással a munkákat a mindenkori pénzügyi lehetőségekhez igazítva. A tényleges helyreállítás 1853-ban kezdődött meg, és többszöri megszakítással tanítványa, Émile Boeswillwald irányításával fejeződött be. Kevés kivételtől eltekintve – például a Saint Nazaire-kapu, ami az egykorú fényképek alapján ekkor egyszintes volt és üres – a tornyoknak és a falaknak csak a teteje hiányzott, így az újjáépítés ezekre a részekre koncentrálódott. Ezen kívül szükségessé vált a falak mellé emelt épületek elbontása, ami a két falgyűrű közötti területet egy körbejárható úttá alakította át.

## A város

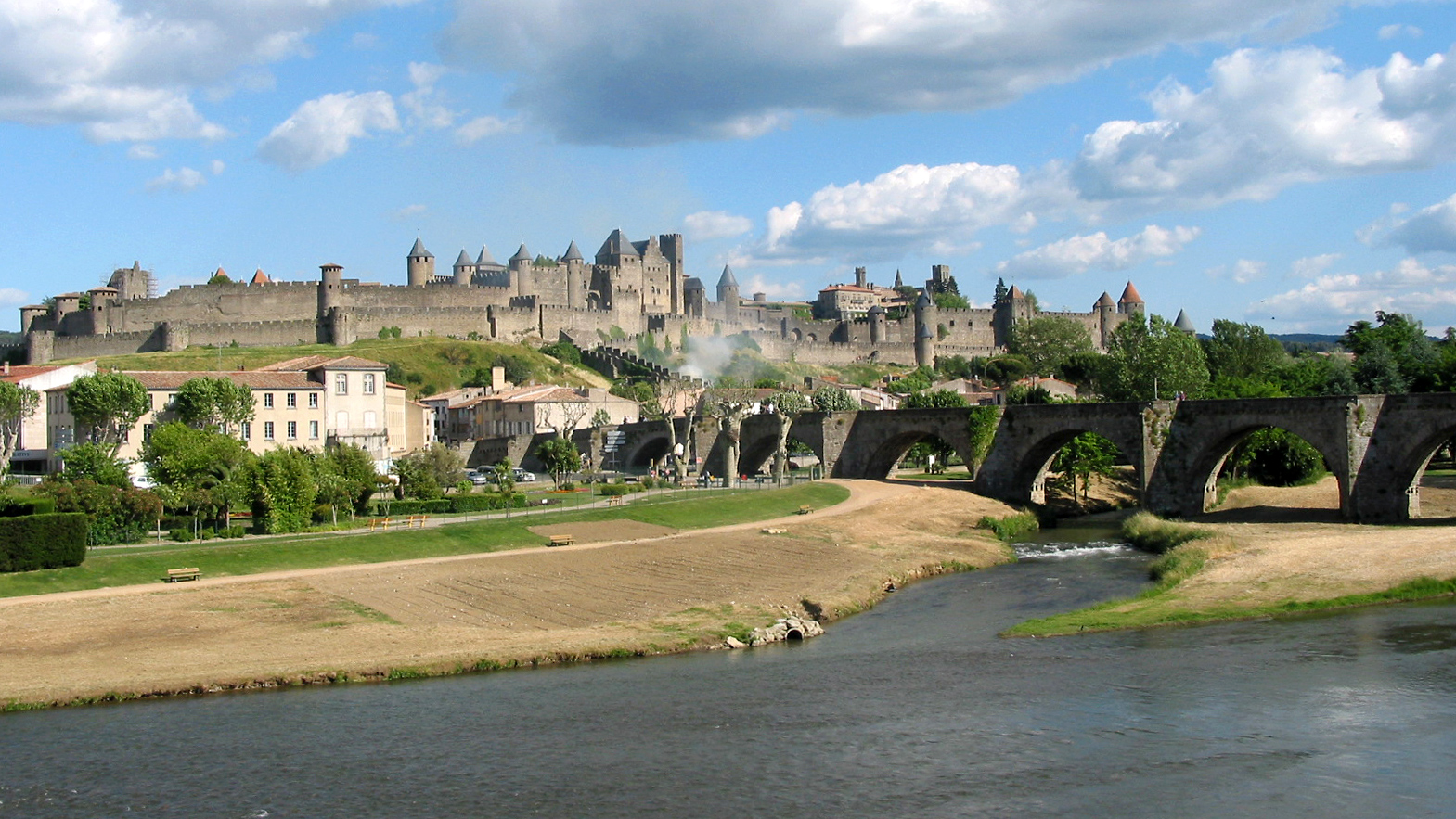
A Régi híd

A Cité egyszerre műemlék és Carcassonne település egyik negyede. Az árkok, a falak, a tornyok és a grófi vár állami, az utak és a terek városi, a lakóépületek magántulajdonban vannak. Az esetleges átalakításoknak, újjáépítéseknek, kiegészítéseknek összhangban kell állnia a francia kulturális minisztériumhoz tartozó építési és kulturális örökség igazgatósága által meghatározott irányelvekkel. A Cité területén viszonylag kevés és nem túl jelentős korabeli épület maradt meg. Nem messze a bazilikától, és a keleti barbakántól néhány tipikus 14. századi favázas épület áll, az Aude-i kapu közelében, valamint a Notre Dame és a Comte Roger és Saint-Jean utcában kőházak maradtak meg, köztük már a reneszánsz idejére datálható "Inkvizíció házának" hívott elegáns épület.
Az alsóvárost a Régi híd köti össze  a Citével. A híd többé-kevésbé arra az időre datálható, amikor IX. Lajos idejében elkezdett kiépülni az alsóváros, valamikor 1247 és 1260 között épülhetett. Kétszáztíz méter hosszú, átlagos szélessége öt méter. Egyes pontjain kiugrókat, úgynevezett „csőröket” alakítottak ki egyfajta védelemként a gyalogosok részére. Ezeken a pontokon a híd kilenc méter széles. Összesen tizenkét, nem egyforma széles íve van, a legszélesebb tizennégy a legkeskenyebb tíz méteres területet fog át. A harmadik kiugrón elhelyezett feszület jelezte az alsó- és felsőváros közötti határt.
A városba a négy égtáj felé nyíló kapukon keresztül lehet bejutni. Közülük legfontosabb a keleti, az azonos nevű város irányában nyíló Narbonne-i kapu. Az árok fölött található ál-felvonóhíd a 19. század végén épült, a települést félig körülvevő árokban sosem volt víz. A nyugati oldalon a meredek, sziklás lejtő megfelelő védelmet nyújtott.

### A Narbonne-i kapu

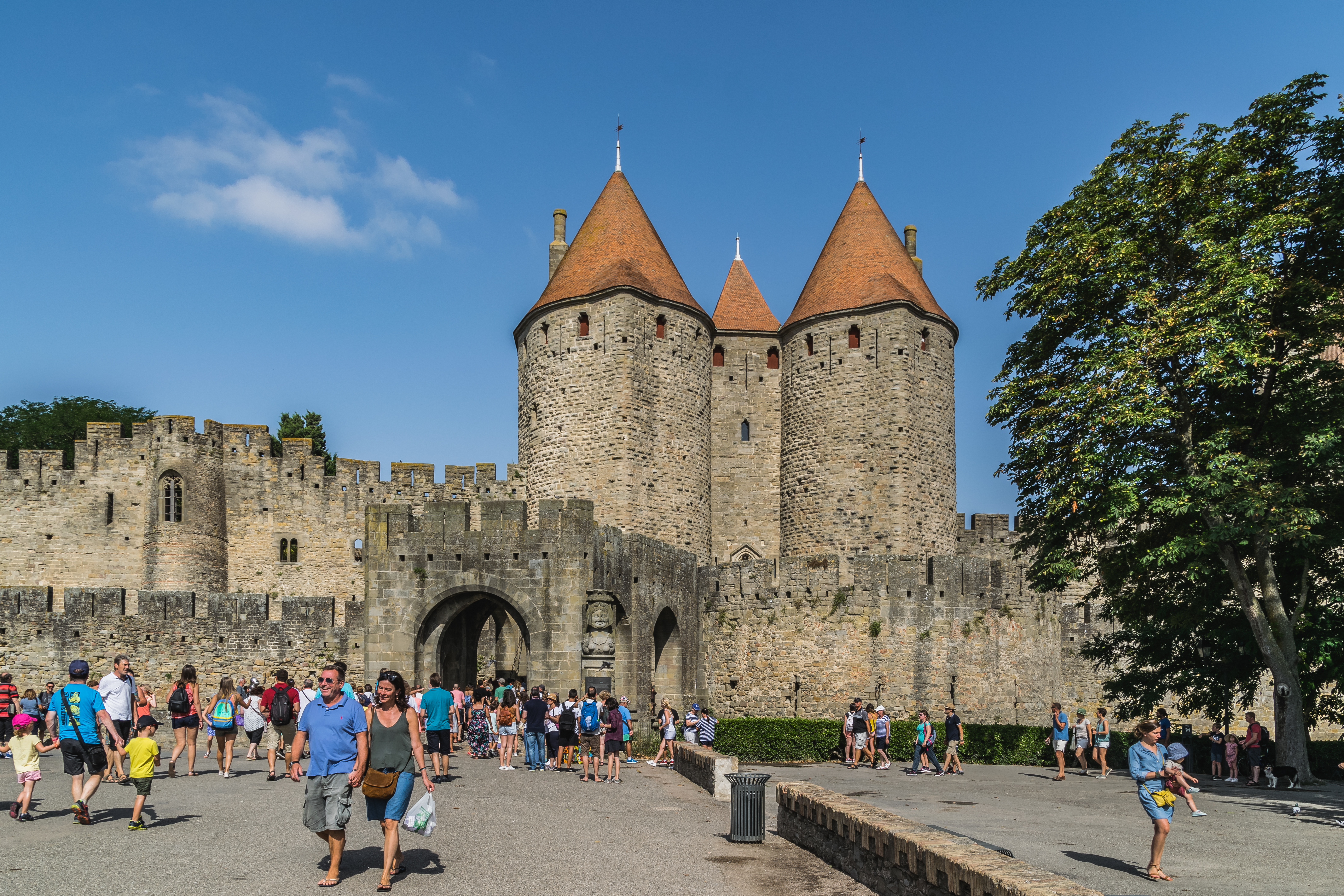
A Narbonne-i kapu

Ez a kapu védte a város egyetlen szekérrel is megközelíthető bejáratát. 1280 körül építették durván megmunkált kövekből, amikről lepattantak az ostromlók lövedékei. Kialakításakor arra törekedtek, hogy önellátó módon meg tudja védeni a bejáratot elhúzódó ostrom esetén is. Két ikertoronyból és az azokat összekötő épületelemekből áll. Többszörös védelemmel látták el, ennek részei egy hullórostély, fa ajtók, és egy nyílás a fedett folyosó mennyezetén, ahonnan lőni tudták a behatolókat. Az alsó szinten lévő lőrések számszeríjak használatával összehangolt védekezést tettek lehetővé. A város felőli oldalon a tornyok laposak, az összekötő fallal együtt egy magas, homogén falszakasznak tűnnek.
Az északi torony alsó szintjén egy nagyméretű ciszternát alakítottak ki, a déliben egy terem található. A ciszternában körülbelül száz köbméter esővizet gyűjthettek össze az ereszcsatornához kötött csöveken keresztül. Tisztításakor a leengedett vizet a várárokba vezették. A déli torony alsó szintje volt a „vágóhíd”, mivel a tágas helyiségben tárolták az őrök élelmét, sózott húst, gabonát, zöldségeket, olajat, nagy mennyiségű sót és bort. Mindkét földszinti szobában hat-hat lőrést vágtak a falba, a fölöttük lévő kampókon az íjászok felszerelése vagy a nyílást védő fatáblák lógtak.
Hogy az íjászoknak egy minimális kényelmet tudjanak biztosítani, a fal kiszögelléseiben kőpadokat alakítottak ki, hasonlóan az összes nagyobb épületelemhez, ami III. Fülöp idejében készült. A felsőbb szinteken beépített kandallók és kemencék is segítették a védők önellátását, így önálló egységként is működhettek. A második emeleten (a két tornyot összekötő épületrészben) monumentalitásra törekedtek, az itt lévő nagyméretű lovagterem öt, a város felé nyíló ablakon keresztül kap fényt és egységbe foglalja a két tornyot, valamint a közöttük lévő épületrészeket.

#### Carcas úrhölgy legendája

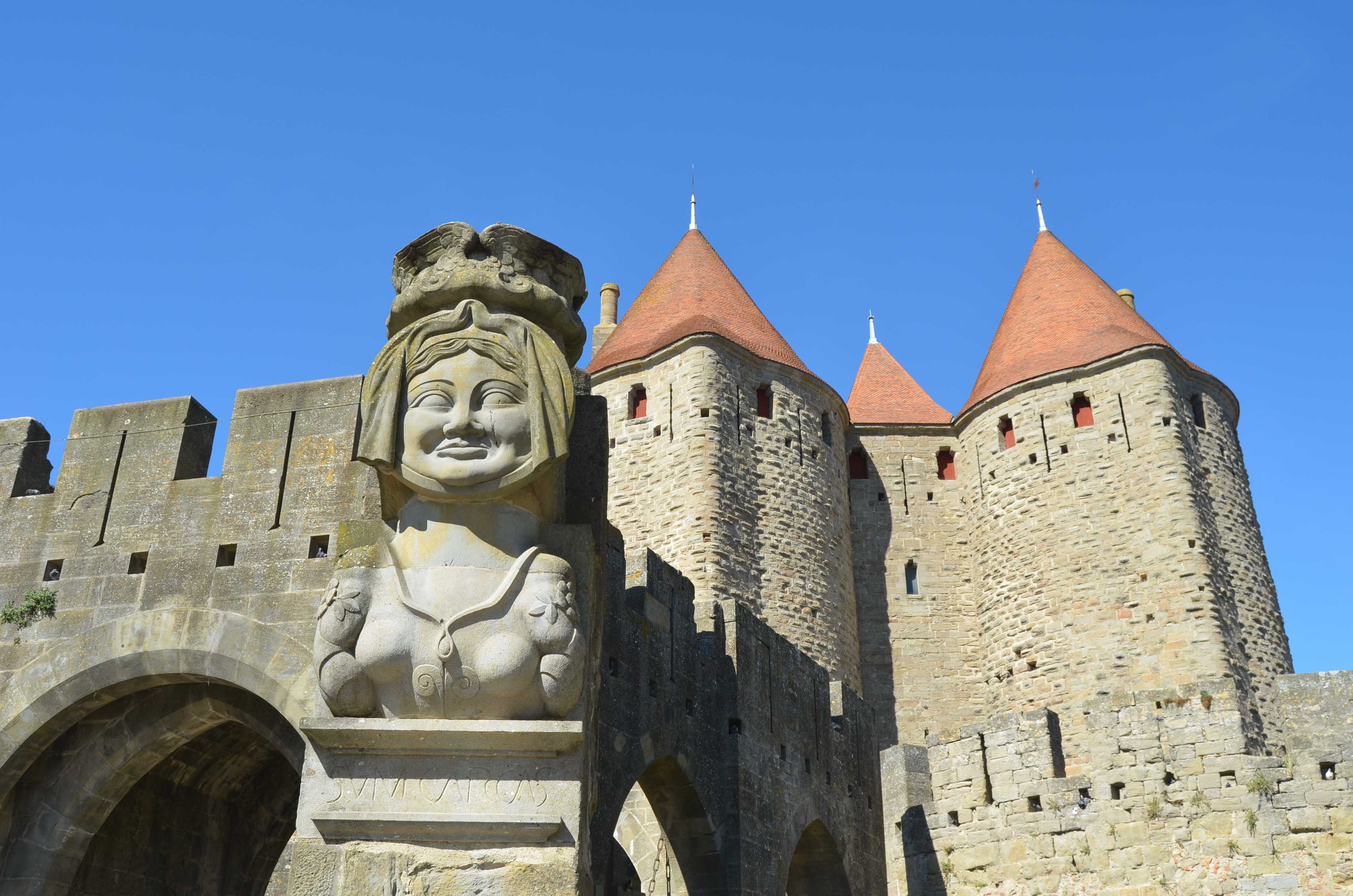
A Narbonne-i kapu Carcas úrhölgy szobrával

A Narbonne-i kapu felvonóhídja előtt áll a legendabeli Carcas úrhölgy szobra, aki egy szaracén király felesége volt. A történet szerint a frankok ostrom alá vették a várost, és ki akarták éheztetni lakóit. Az ostrom több évig tartott, és a végére az egész helyőrség éhen halt. Ekkor Carcas úrhölgy bábukat készített, a halottak ruháiba öltöztette és kiállította őket a várfalakra, és azzal töltötte napjait, hogy nyilakat lőtt az ostromlók táborára. Az utolsó még élő malaccal megetette az összes megmaradt gabonáját, és kidobta az ostromlók közé. Az eséstől a malac szétrepedt, a gabona kiömlött belőle. Az ostromlók azt hitték, hogy még jelentős élelemtartalékok vannak a várban, befejezték az ostromot, és elvonultak. Carcas úrhölgy megelégedett a dicsőséggel, hogy csellel sikerült legyőznie a frank sereget, megfújta a vár kürtjeit, és visszahívta őket. Az elvonuló uralkodó nem hallotta meg a hívást, de egyik udvaronca szólt neki „Sire, Carcas te sonne” (Uram, Carcas hívja önt), így lett a város neve Carcassonne.
Egy másik változat szerint Carcas úrhölgy férjét egy csatában megölték, így neki kellett megvédenie a várost. Felfegyverezte a lakosokat, a nőket, az időseket és még a gyerekeket is. Megmaradt katonáit folyamatosan járőröztette a falakon, így számuk nagyobbnak tűnt. Felöltöztetett bábukat helyeztek a falakra, ezzel is megtévesztve az támadókat. Az ostrom sokáig elhúzódott, a várbeliek nem tudtak kitörni, az ostromlók nem kockáztatták életüket egy támadásban így a várvédők helyzete az élelemhiány miatt egyre nehezebbé vált. Ekkor Carcas úrhölgy az egyik keresztény lakos utcán talált malacát felvitette a vár falára, ott megetették a megmaradt kukoricával és kidobták az ostromlók közé. A frankok azt hitték, hogy még egy ilyen hosszú ostrom után is sok élelem van a várban és elfogadták Carcas úrhölgy tárgyalási feltételeit. Övé lett a dicsőség, Kis Pipintől megkapta a települést és a környező területeket, keresztény hitre tért, és feleségül ment egy frank grófhoz.

### A falgyűrűk

#### A Narbonne-i kaputól a várig (déli és nyugati oldal)

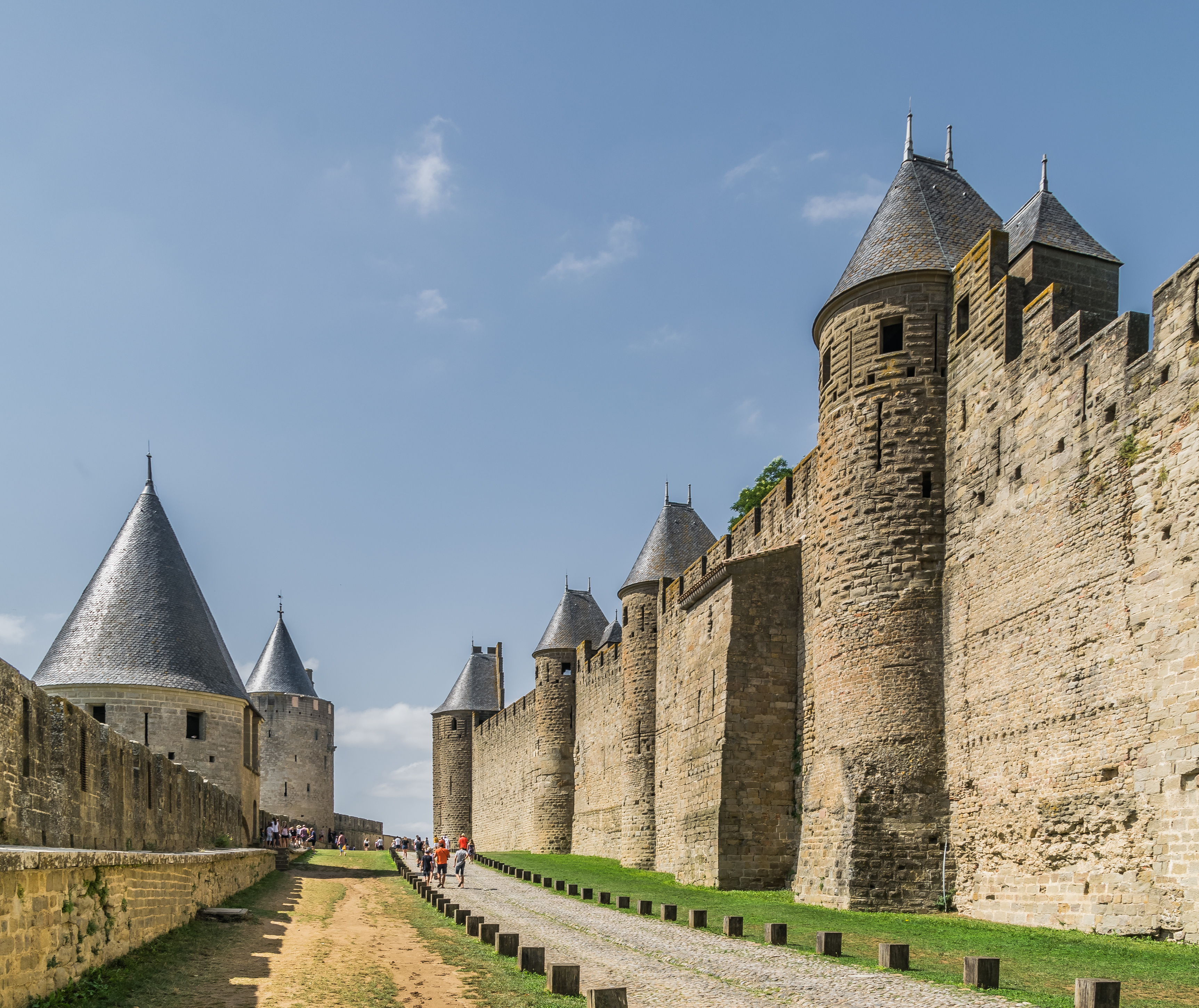
A kettős falgyűrű részlete

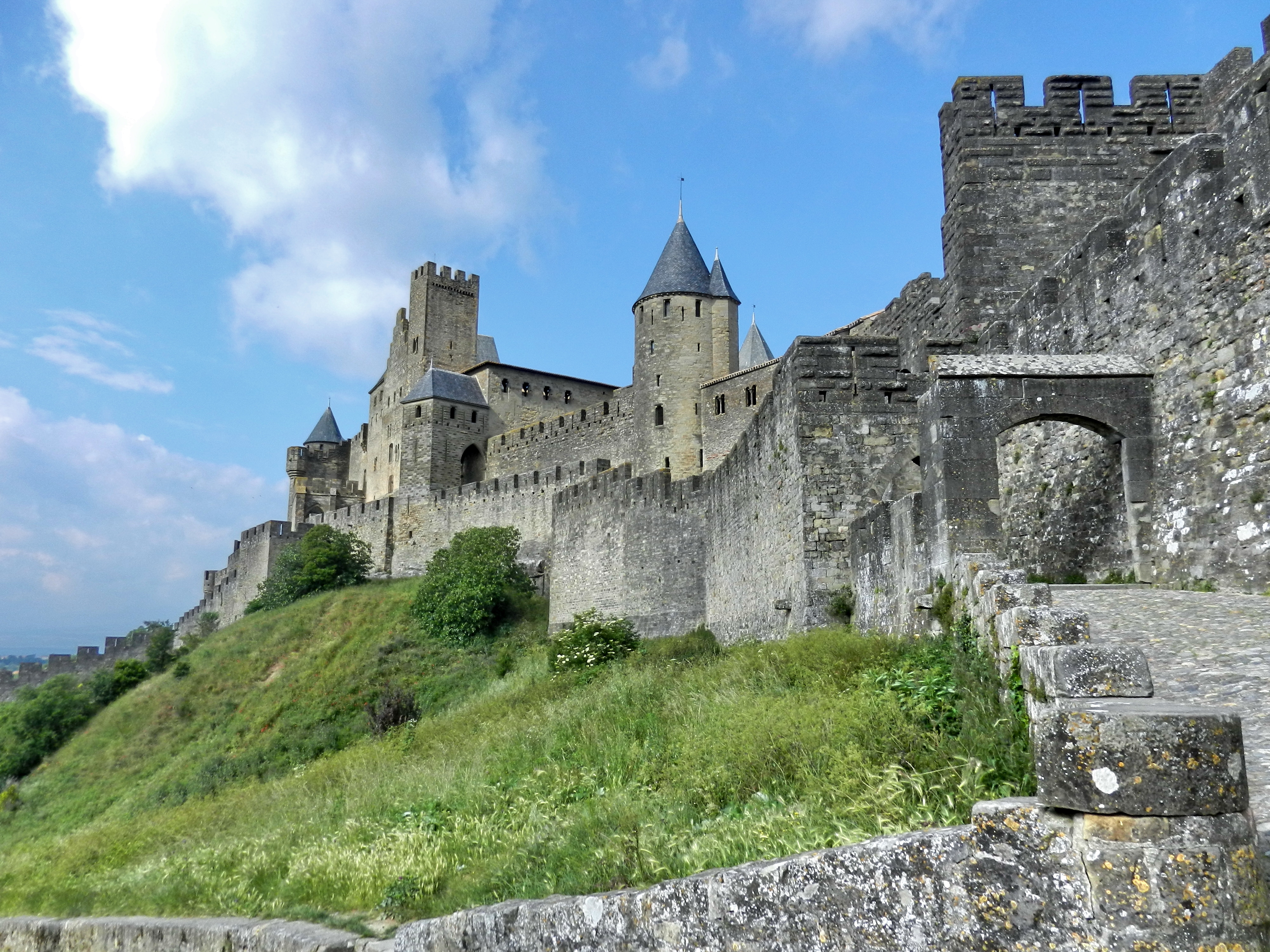
Az Aude-kapu

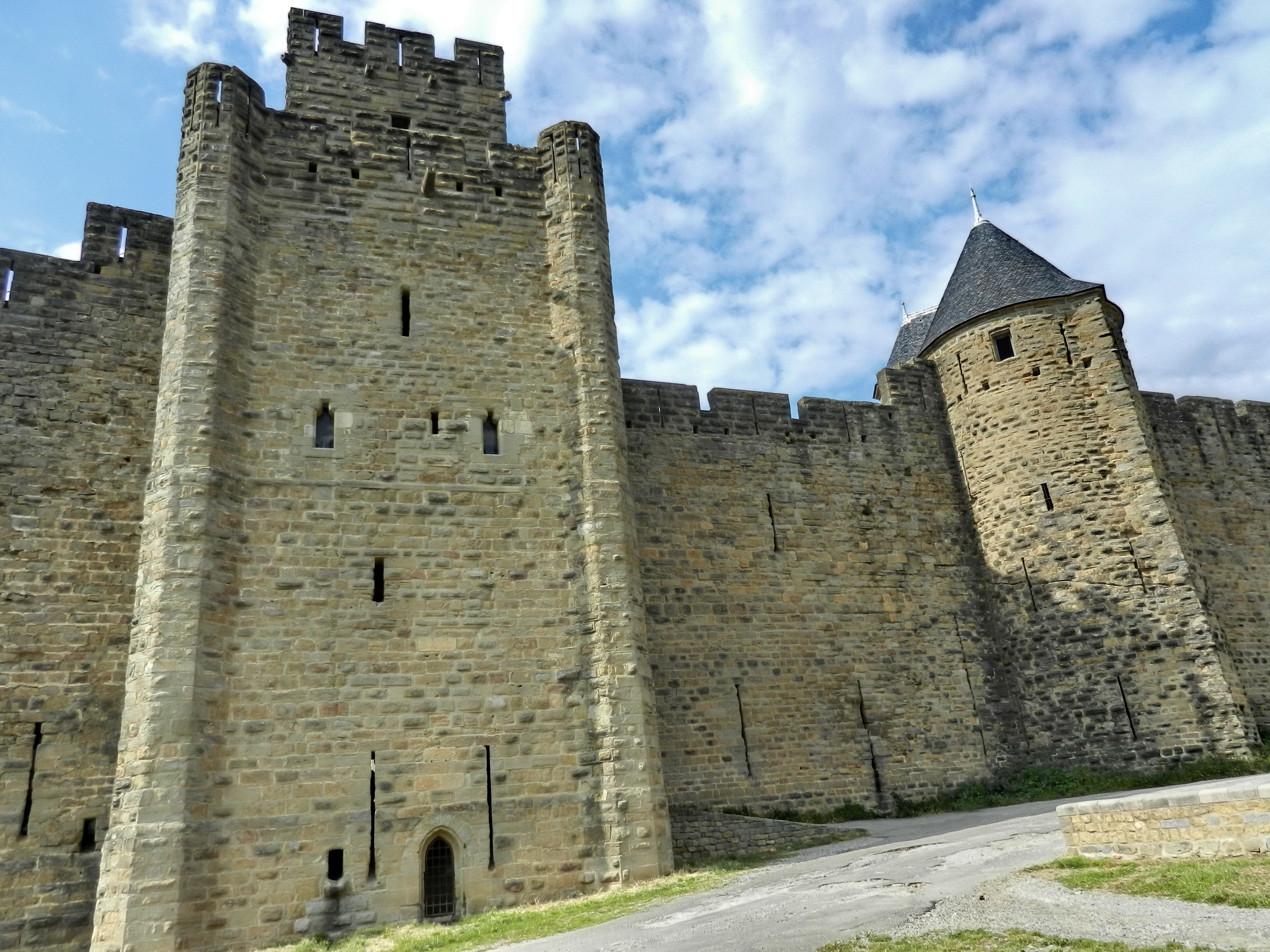
A Saint Nazaire-kapu, a Cité déli bejárata

- A belső falban lévő Saint Sernin-torony a gall-római időkből származik. A kisméretű téglákból emelt építményt a 13. században egészítették ki. Alapozása és nagy kőtömbökből álló alsó része akkor került napvilágra, amikor a két fal közötti területet egy szintbe hozták. Két szélső ablakát befalazták, középső, megnagyobbított ablaka gótikus stílusú. A 15. századtól ez a torony volt a francia forradalom alatt lerombolt Saint Sernin-templom apszisa.[37] Mellette egy négyszögletes építmény a fal mellett egy kis bejáratot rejtett. Egy földalatti átjáróhoz vezetett, ami a két fal közötti terület alatt húzódott és Peyre-torony lábánál az árokra nyílt.[38] A mára befalazott helyiségben egykor egy kút is volt. Továbbhaladva, a falban nagyobb kőtömbök sora látható, ezek ismeretlen eredetű újra felhasznált kövek.[38]
- A Peyre- és Vade-tornyok a külső falgyűrűben közvetlenül az 1240-es ostrom után épültek. Sokkal nagyobbak, mint a város felé nyíló belső tornyok. A mai temető mellett állnak, 1240 előtt itt húzódott a Szent Mihály városrész északi határa.[38] A Vade-torony (vader = őrködni) impozáns méretű szinte különálló ötszintes építmény, szintjei egy falba vágott lépcsőn keresztül közelíthetők meg. Egyike volt a IX. Lajos idejében emelt első épületeknek. Az őrség önellátását egy 26 méter mély kút, egy kémény, egy fatüzeléses kemence és latrinák biztosították. A 14. és a 15. században a torony tetején egy fából készült, élénk színekre festett madár állt, ami vasárnaponként céltáblaként szolgált a város íjászainak.[38] Itt volt a székhelye egy kétszázhúsz fős elit íjászcsapatnak, ami elvben a város vezetésének, de gyakorlatban csak az uralkodónak tartozott felelősséggel.[39]
- A Vade-toronnyal szemben álló Balthazard-torony a belső fal része, nem tartalmaz ókori elemeket, teljes egészében III. (Merész) Fülöp uralkodása alatt épült.[40] Külső építőköveit úgy rendezték el, hogy széleikkel eltérítsék a lövedékeket. Különböző szintjein vágott lőrései nem egymás alatt helyezkednek el, így nem gyengítik a torony szerkezetét, a védők nem zavarták egymást a célzásban és szélesebb területet tudtak ellenőrzés alatt tartani.[40] A torony mellett körülbelül három méter magasan a falban egy kisebb, másodlagos bejárat nyílik a városba.[40] Egy másik bejárat a Vade-torony alatt az árokba vezet.
- Fontosabb bejáratnak számított a Saint Nazaire-kapu, amelyet az azonos nevű toronyban alakítottak ki. Ez a négyszögletes alaprajzú torony a Cité déli bejárata. Tájolása miatt a belső falgyűrű mögött tartózkodó íjászoknak a pajzsok által nem védett jobb oldalukat kellett a támadók felé fordítani.[41] A toronyba nem a városfallal merőlegesen vágták a bejáratot, hanem az oldalába, így az ostromlóknak a fallal párhuzamosan kellett haladniuk, és ez megnehezítette a faltörő kosok használatát is.[41] A kaput ezen kívül hullórostéllyal és fagerendával megerősített nehéz faajtóval is megerősítették.
- A Saint Nazaire-kaputól az erődítmény délnyugati sarkán álló Grand Burlas-toronyig a falrendszer homogénnek tűnik, ez annak köszönhető, hogy III. Fülöp idejében teljesen felújították.[41] A Grand Burlas-torony lábánál egy korábbi gall-római torony maradványai kerültek elő, alaprajza patkó alakú és úgy tűnik mintha elcsúszott volna eredeti helyéről. Az omlást valószínűleg III. Fülöp építőmunkásai okozták, amikor a falnak ezt a részét tatarozták.[42] A tornyot különleges gondossággal alakították ki mivel a Cité ostromnak legjobban kitett részén állt. Egy 17. századi forrás szerint egy azonos nevű barbakánnal erősítették meg, ez azonban elpusztult.[43]
- Az Évêque (Püspök)-torony az erődítmény nyugati részén áll. Itt a két falgyűrű olyan közel helyezkedik el egymáshoz, hogy a négyszögletes alaprajzú torony összeköti a kettőt. A 13. századi építmény leginkább megfigyelőpontként funkcionált. Tetején a négy sarkában kisebb őrtornyokat alakítottak ki, ezekből kettőt a város belseje felé, ami arra utal, hogy belső támadástól is tartaniuk kellett. A torony felső szintjére szükség esetén egy katapultot helyeztek el, és innen is lőtték az ostromlókat.[43] Korábban ezen a területen kezdődtek a várostól délnyugati irányban kialakított egyházi birtokok.[42] 1280-ban Jean Gautiner püspök lemondott egy kis földterületről, hogy megkönnyítse a belső fal újjáépítését, cserében engedélyt kapott, hogy a fal felső részében gótikus ablakokat vágathasson, és megkapta az egyik közeli időnként az Inkvizíció tornyának nevezett torony használati jogát.[42]
- A kerek alaprajzú Inkvizíció tornyának első emeletén egy kandallót építettek a falba. Alsó szintjét börtönnek használták, de nem eretnekeket zártak oda, hanem egyházi személyeket.[44] Az eretnekek számára fenntartott börtön, a „fal”-nak nevezett különálló, elszigetelt épület a folyó és a városfal között állt.[44] A torony legalsó helyiségének nincs oldalsó bejárata, a tetején keresztül lehet megközelíteni kötélen vagy létrán. Viollet-le-Duc idejében ezt a szintet megtisztították, és csontokat, valamint a középen álló oszlophoz rögzített bilincseket találtak.[45] Az Inkvizíció tornyától nem messze, a vár közelében található az Aude-i kapu.
- Az Aude-i kapu volt a város nyugati bejárata. Mellette két magas fal keretezi a vártól az Aude barbakánig vezető rámpát. A kör alaprajzú barbakánt a 19. század elején lerombolták, majd 1854-ben Viollet-le-Duc tervei alapján a Saint Gimer-templomot építették a helyére.[44] A belső várfal ezen a ponton összeolvad a vár falával, ennek nyugati bejáratától indult a fedett folyosó a barbakán felé.[44]
- A vár közvetlen közelében található az Igazságszolgáltatás tornya. A 13. században épült egy gall-római torony helyére és az inkvizíció használhatta egyfajta irodaként és a dokumentumok tárolására.[46] Belsejében nincs nyoma famennyezetnek, ezzel próbálták minimálisra csökkenteni a tűzveszélyt, ami elpusztíthatta volna a vádlottakkal szembeni írásos bizonyítékokat.[46] A toronyhoz kapcsolódó árkádsor alatt tizenkét kampót építettek a falba, ezekre akasztották a bőrzsákokat az inkvizítorok irataival.[46]

#### A vártól a Narbonne-i kapuig (északi és keleti oldal)

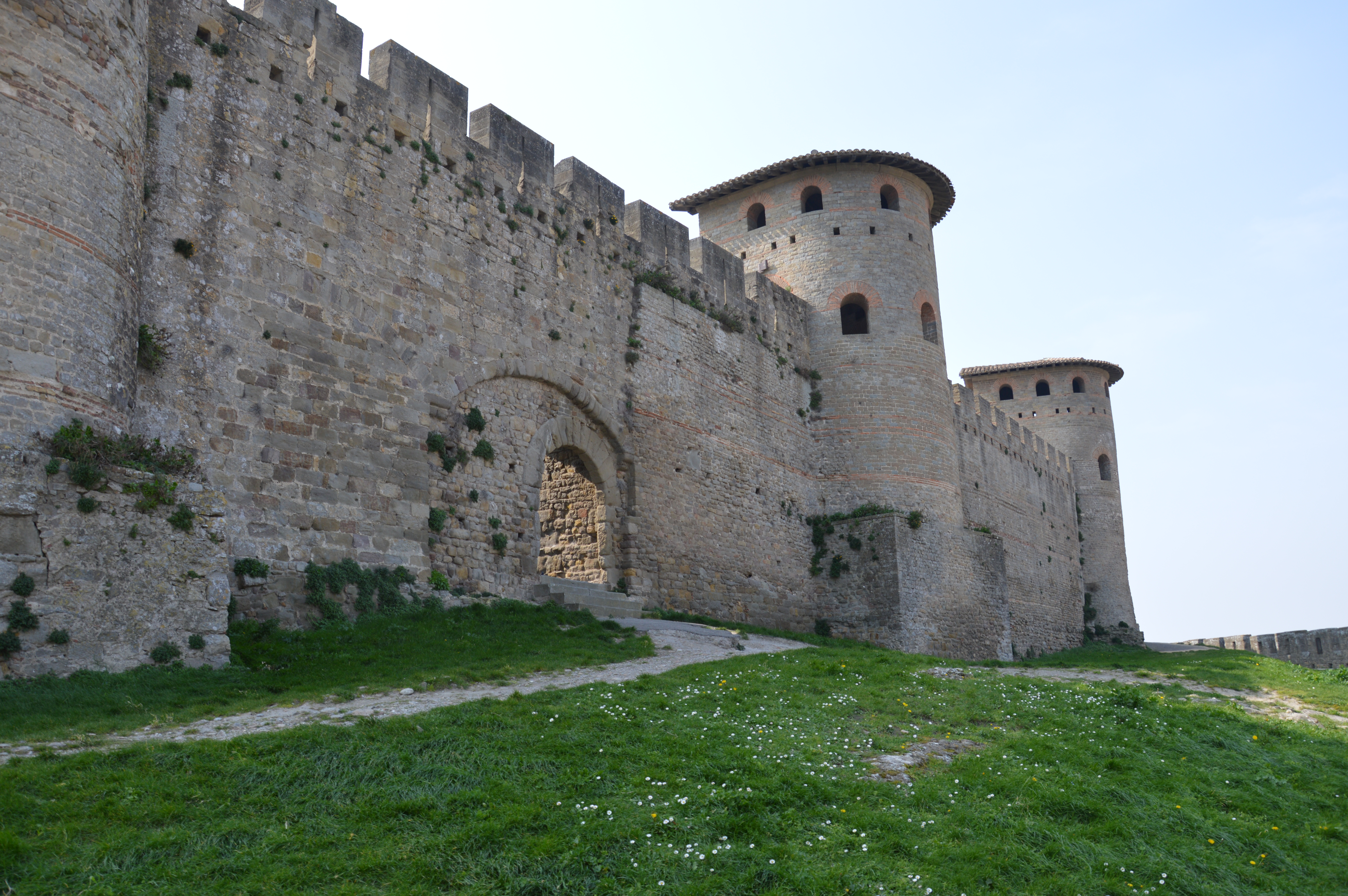
A gall-római eredetű falszakasz

- Az északi falszakaszon a belső falgyűrűn láthatók leginkább a gall-római erődítés maradványai, és ezen a részen a domboldal miatt kevésbé lehetett elegyengetni a talajt. A Moulin d'Avar torony tövében felismerhető a nagyméretű kőtömbökkel körberakott késő antik korból megmaradt   egyetlen még használható bejárat.[47] Az itteni földmunkák miatt azonban az északi falszakasz egy része a tornyokkal elmozdult a helyéről, a Marquère-torony valamennyire oldalra dőlt, a Vieulas-torony erőteljesen előre, így felső szintjét az alsóhoz képest kicsit hátrébb kellett csúsztatni, hogy fala függőleges maradjon.[47] Ezt a falrészt ezután egy mellé épített árkádsorral erősítették meg.
- A Moulin d'Connétable-toronytól a belső falgyűrű ismét egységes, monumentális képet mutat. Ez a falrész III. Fülöp idejében épült a IX. Lajos uralkodása alatt rendbe hozott késő antik falszakasz elé.[47] Ez utóbbinak később a töltés alá került maradványait nemrég tárták fel. A város felől láthatók a 13. századi vastag falak mögött.[47] Ezek a keleti falszakaszok, amelyek a település ostromnak egyik legjobban kitett oldalán védték a várost a leglátványosabb erődítményrészek közé tartoznak. A Moulin d'Connétable-torony valószínűleg a város legrégebbi megmaradt román kori tornya. A 12. században átépítették, a 19. században legfelső részét kiegészítették. Az alsó szintjét fedő félgömb alakú mennyezet középkori eredetű. Egy 1467-ből származó rajz szerint a tetején egy szélmalom állt, innen kapta a nevét (moulin = malom).[48]
- A Narbonne-i kaputól nem messze emelkedik a Trésan-torony, itt lehetett békeidőben a város kincstára.[49] A 13. század végén épült torony harminc méter magas, falai négy méter vastagok.[48] Az ötemeletes épületben két szinten figyelemre méltó kőboltozatokat alakítottak ki. A toronyba kandallót és latrinát is építettek. A kis tornyokkal szegélyezett tető alsó része körbejárható, a város felé eső oldalát fallal zárták le. A tetejét borító cserepek a korai 19. századi restaurátorok munkái, akik a városról szóló ritka építészeti forrásokban fellelt információkhoz alkalmazkodva az egész erődrendszert hasonló módon fedték le.[50]

### A vár

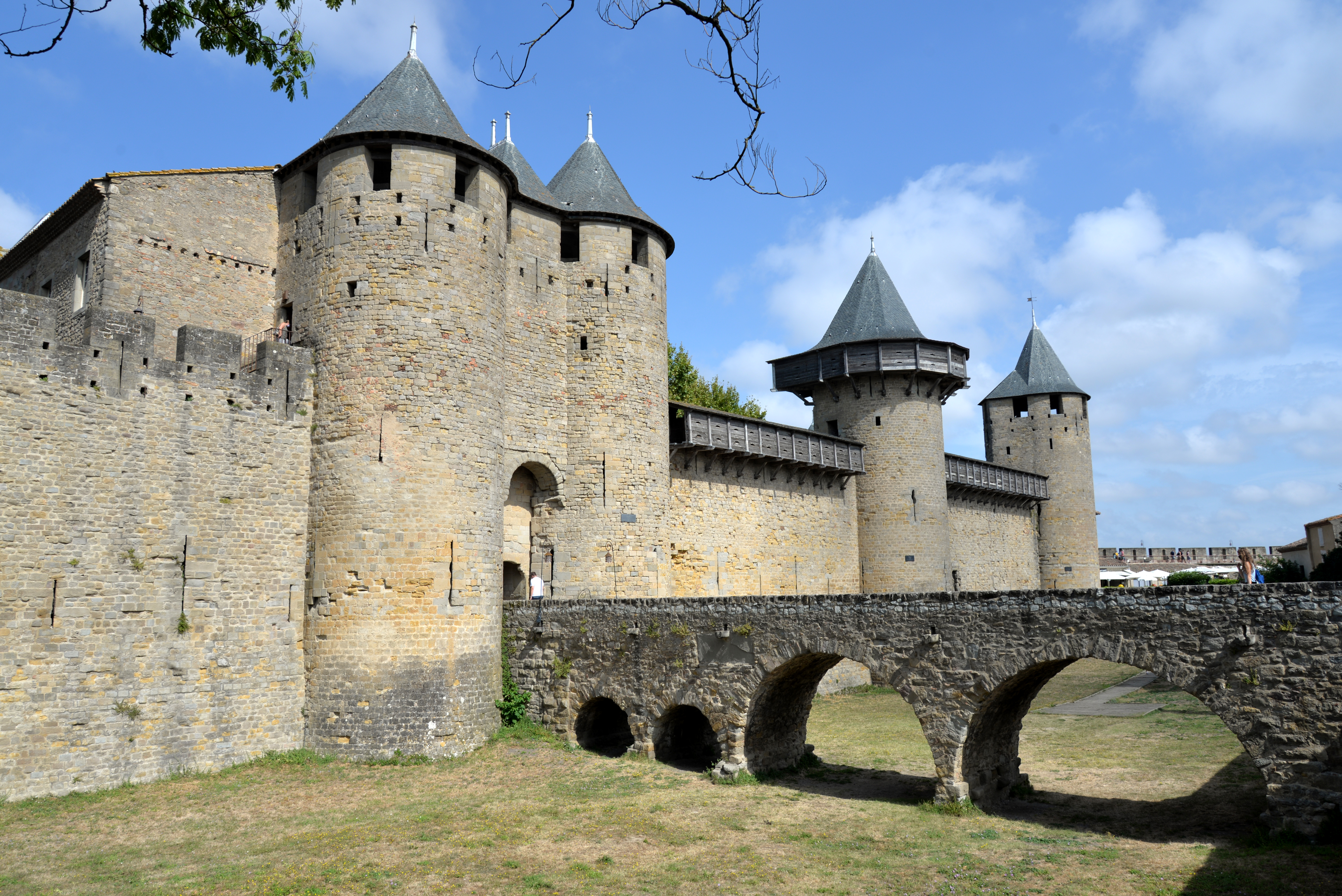
A vár főbejárata a kőhíddal

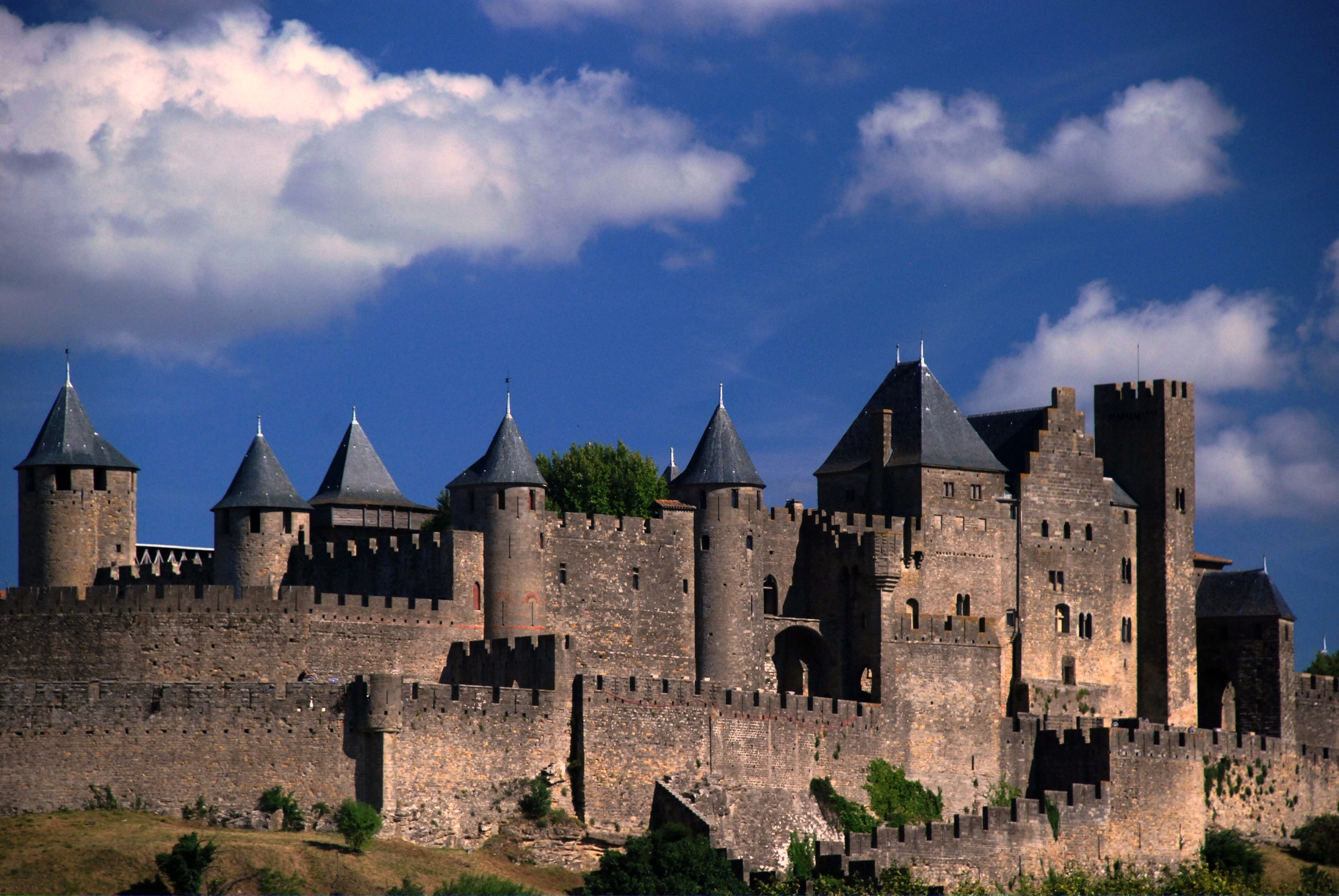
A vár a folyó felől

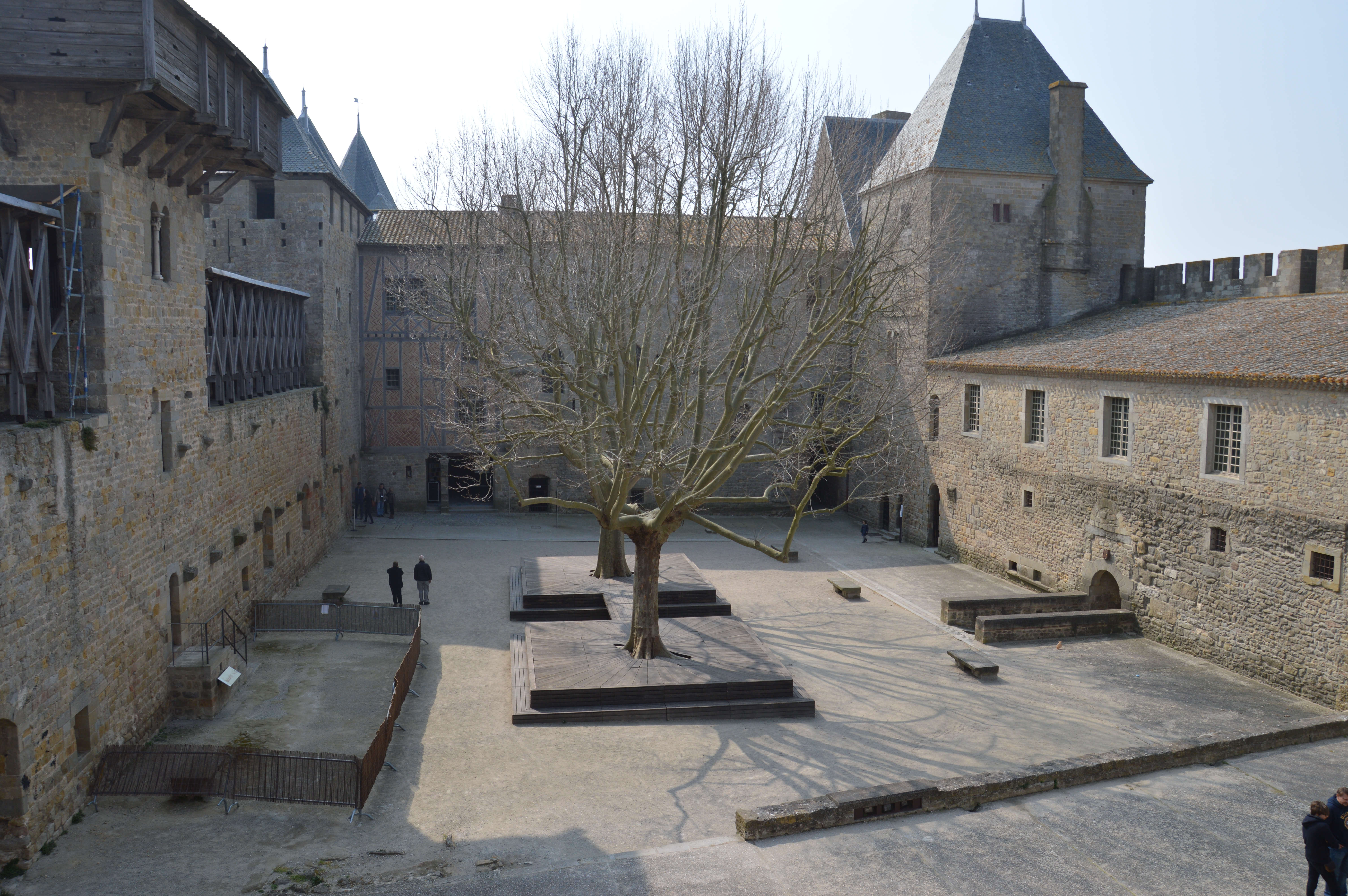
A vár udvara

A várat 1130 körül kezdhették építeni, valószínűleg Bernard Aton részére. A keresztes hadjáratig ez volt a Trencavel grófok lakóépülete. A középkorban az épületegyüttes vár volt a várban, ostrom esetén a legvégső menedéknek használták. A hadjárat után a vár is Simon de Monfort birtokába került. Mikor 1226-ban a Francia Királyság részévé vált, itt rendezték be a sénéchal székhelyét és a hozzá tartozó adminisztratív központot. Az ancien régime idejében fiatalkorúak javítóintézete működött benne. A 19. században laktanyává alakították, majd az első világháború alatt háromszáz német hadifoglyot tartottak itt fogva. 1944 márciusában a németek megszállták a várost, és a lakosoknak el kellett hagyni a Citét, ahova csak augusztus végén térhettek vissza.
Főbejárata egy félkör alakú barbakánon és a várárok felett átvezető kőhídon keresztül közelíthető meg. A kőhíd végét korábban valószínűleg elbontható fapadlókból alakították ki. A IX. Lajos idejéből való barbakán vár felőli része nyitott volt, így ha elfoglalták, akkor erről az oldalról is támadhatták. Kettős célt szolgált, egyfelől külső támadások másfelől a városlakók esetleges zendülése ellen védte a várban lévőket. A várárok a mainál sokkal mélyebb volt, de sosem töltötték fel vízzel, mivel a feladata csak az volt, hogy akadályozza az ostromgépeket a falak megközelítésében.
Az épületegyüttes három részből áll, egy tornyokkal megerősített falgyűrűből, egy két részre osztott udvarból és a tényleges lakóépületből. Legkorábban a falgyűrűt kezdték átépíteni 1226 után. A vár falainál alkalmazott építészeti megoldásokat a városfalak építésekor is felhasználták. A keleti oldalát öt négyszintes torony védte, a kapu mellett álló ikertornyok egy kétszeresen eltorlaszolható, hullórostéllyal megerősített bejáratot fogtak közre. Nyitószerkezete a kapu fölötti kis erődszerű épületelem két különböző szintjén található. Az udvaron belül a déli fal felső szintje mellett fából készült fedett folyosót alakítottak ki. A falak alsó része enyhén kiálló, ezzel megnehezítették az ostromlóknak a fal tövében való ásást, körben a kisebb szintkülönbségekkel segítették a védőket. A tornyokba vágott lőrések hatékony oldalirányú védekezést tettek lehetővé. Első és második szintjük masszív falakra emelt kupolákon nyugszik. Az egyes szintek között a két saroktoronyban csigalépcsőkön lehetett átjutni, a többiben csapóajtók és létrák rendszerén keresztül közlekedtek.
Figyelemre méltó, hogy a várnak nincs klasszikus lakótornya, ami ebben az időben nagyon elterjedt volt a Loire-tól északra. Az építők megelégedtek azzal, hogy a gall-római négyszögletes alapokra felépítsék a 28 méter magas Pinte-tornyot. Őrtoronyként használták, fő feladata a jelzések továbbítása volt. Viollet-le-Duc véleménye szerint (román kori jellegzetességei miatt) a kastély első építési fázisában (1130 körül) keletkezhetett. Fafödémekkel eredetileg tíz emeletre osztották, de ezek mára eltűntek, így felső részeihez nem lehet feljutni. Az udvart egy épületszárny egy kisebb és egy nagyobb részre osztja. Ebben az épületrészben található a nagyterem, a grófok egykori lakosztálya és a konyha.
A korábban tágasabb udvar északi részén állt az 1150 körül emelt Szűz Mária-templom, aminek alapjai ma is láthatók az udvarnak ezt a részét borító, kissé megemelt burkolat alatt. Föld alatti részei a Degré-toronyban lévő lépcsőn keresztül közelíthetők meg. Innen kerültek elő 1923-ban a gall-római épület maradványai is a falak alsó részével, a küszöbökkel és a mozaikkal díszített padlóval. A melléképületek egy részét az erődítményen belül közvetlenül a falak mellé építették fel, a pékség kemencéit például egyenesen a falba vágták.
Az udvaron észrevehető, hogy az épületek egy részét magasabb alapra emelték, borításuk nyomai ma is láthatók. Az egyes épületelemeket többször átalakították, például a román kori ablakok, amik sokszor csak négyszögletes nyílások a falban, közvetlenül a gótikus ablakok mellett láthatók. Egyes épületrészek olyan romos állapotba kerültek, hogy újjáépítésük mellett döntöttek, például az északi oldalon az őrség terme felé vezető lépcső fakerete a téglakorláttal 1959-ből való. A földszinti helyiségek jelenleg a vár látogatásához szükséges funkciókat töltenek be.
Az emeleten található az Őrség terme, de ez csak fantázianév, mivel egyik helyiségnek sem tudták eredeti funkcióját meghatározni. A nyugati oldalon fekvő teremsor többféle feladatot töltött be, lakóépületként és védelmi célból is használhatták. Több teremben egy múzeumot alakítottak ki, segítségével a római kortól megismerhető Carcassonne és a környék története. A kiállított tárgyak között vannak ókeresztény szarkofágok, román kori szobortöredékek, egy 12. századi kút, sírkövek és gótikus stílusú szobrok. A vár déli részén egy másik, kisebb udvar található. Az oszloptalapzatok, a falba vájt, korábban gerendákat tartó mélyedések, egy kandalló és egy ablak jelenléte arra utal, hogy a 13. és a 15. század között egy nagyméretű, az udvart majdnem teljesen elfoglaló terem állt itt.

#### A helytörténeti múzeum
A vár termeiben kialakított helytörténeti múzeum gyűjteménye két nagy csoportba osztható. Az egyik Viollet-le-Duc gyűjteménye, ami a Saint Nazaire-bazilikából származó, a 12. és 14. század közé datálható eredeti szobrokból, valamint az építész felügyelete alatt a templom restaurálásához készített modellekből és a szobrok gipszöntvényeiből áll. A másik tárgycsoportot a helyi eredetű emlékek alkotják.

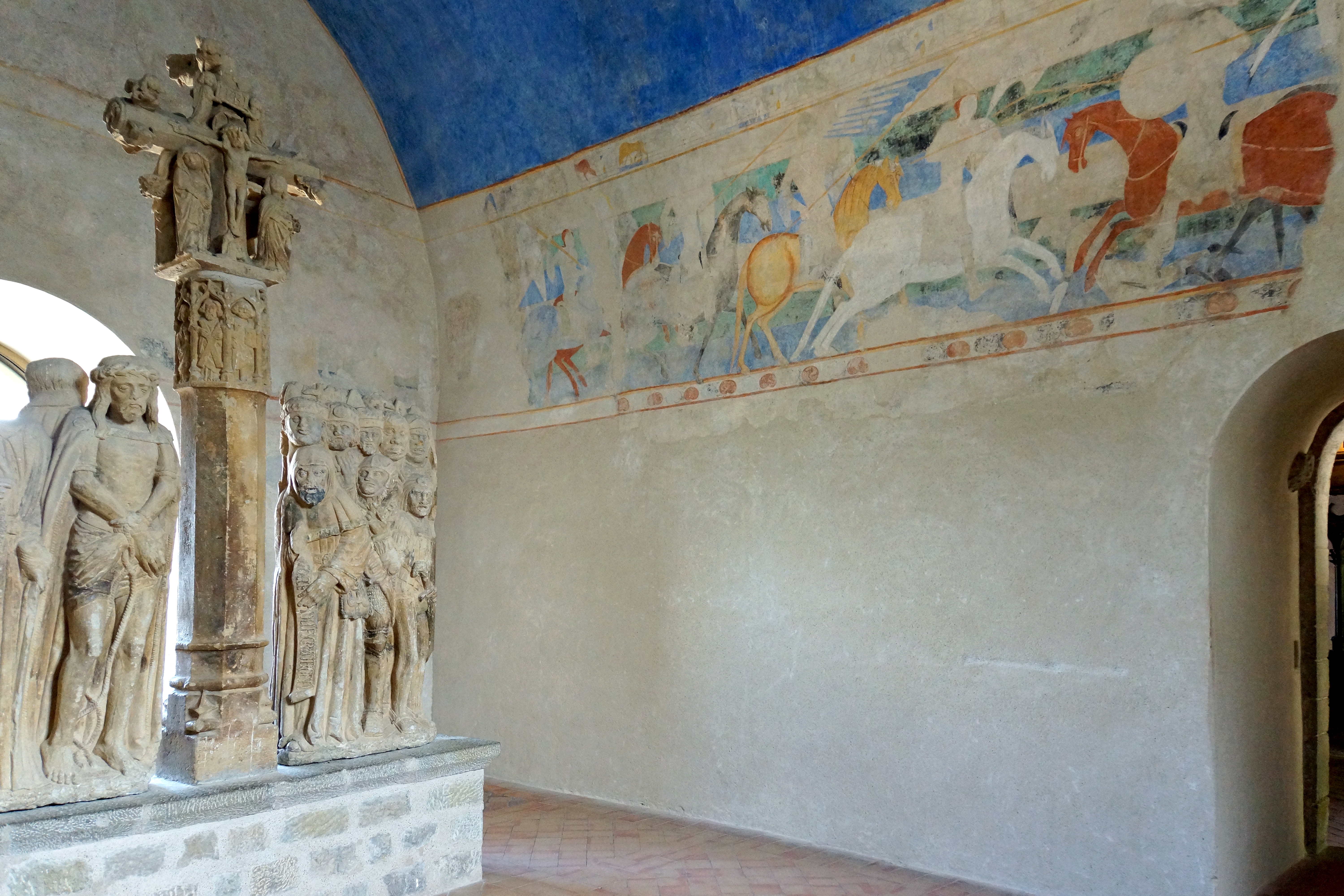
A 12. századi falfestmények részlete a Villanière-kálváriával

- A gall-római teremben kaptak helyet az ókori-kora középkori emlékek. Az egyik legszebb alkotás egy 4. századra datálható gazdagon díszített szarkofág. Figyelemre méltó még a háztető alakú fedéllel borított vizigót szarkofág is. A teremben ezen kívül amforák, olaj préselésére használt kövek és egy mérföldkő látható.[58]
- A román kori terem közepén egy 12. századi medencét állítottak ki. A fal mellett álló kora keresztény szarkofágra szőlő és kukoricalevél motívumokat, a korai keresztények számára fontos jelképeket faragtak. Az oszlopfők a bazilika északi bejáratáról származnak, és egy antependium is a templomból került ide. Jellegzetes, egyben vitatott tárgytípust alkotnak a régi temető kerek sztéléi. Egyes vélemények szerint a katharok nyughelyét jelölték, mások szerint csak egy részük (amelyeken nem latin, hanem görög kereszt látható) hozható összefüggésbe a kathar temetkezésekkel.[59]
- A donjon teremre a források következetesen kerek teremként hivatkoznak, viszont alaprajza négyszög alakú. Dongaboltozatos mennyezetéről vagy arról kapta nevét, hogy az itt tartott gyűléseken a résztvevők körben ültek. Megőrizte középkori díszítésének egy részét, falán egy frankok és szaracénok között vívott összecsapás látható. A 12. századból származó ábrázolásokat 1923-ban fedezték fel. 1170 előtt készülhettek, mivel a francia lovagon látható kúpos sisakot később már nem hordták.[60] Figyelemre méltó a lovak és az összecsapás életszerű ábrázolása. A kép értékét növeli, hogy Languedoc területén nagyon kevés román kori falfestmény ismert.[60] A teremben állították ki a 16. századból való úgynevezett Villanière-kálváriát (Villanière egy kis falu Carcassonne közelében). Elülső oldalán az Ecce homo, hátoldalán az Angyali üdvözlet látható.
- A fekvő lovag terme a gótika korabeli tárgyak kiállítóhelye. Főleg sírköveket helyeztek el benne, valamint záróköveket (az egyiket Szent Lajos képével), egy faragásokkal díszített medencét és egy 14. századi úgynevezett "mosolygó angyalt" ami valamennyire hasonlít a reimsi katedrális ismert szobrára.[61]
- Az árkádok terme a falába épített három gótikus stílusú ablakról nevezetes. A negyedik ablak még mindig az alsóvárosban található a Szent Mihály-katedrálisban. Másik jelentős emlék egy 14. századi Mária a gyermekkel szobor. Jellegzetessége, hogy a mosolygó Máriát inkább anyaként, mintsem királynőként ábrázolta. A Gyermek Jézus szobrát a francia forradalom idején megcsonkították.[62]

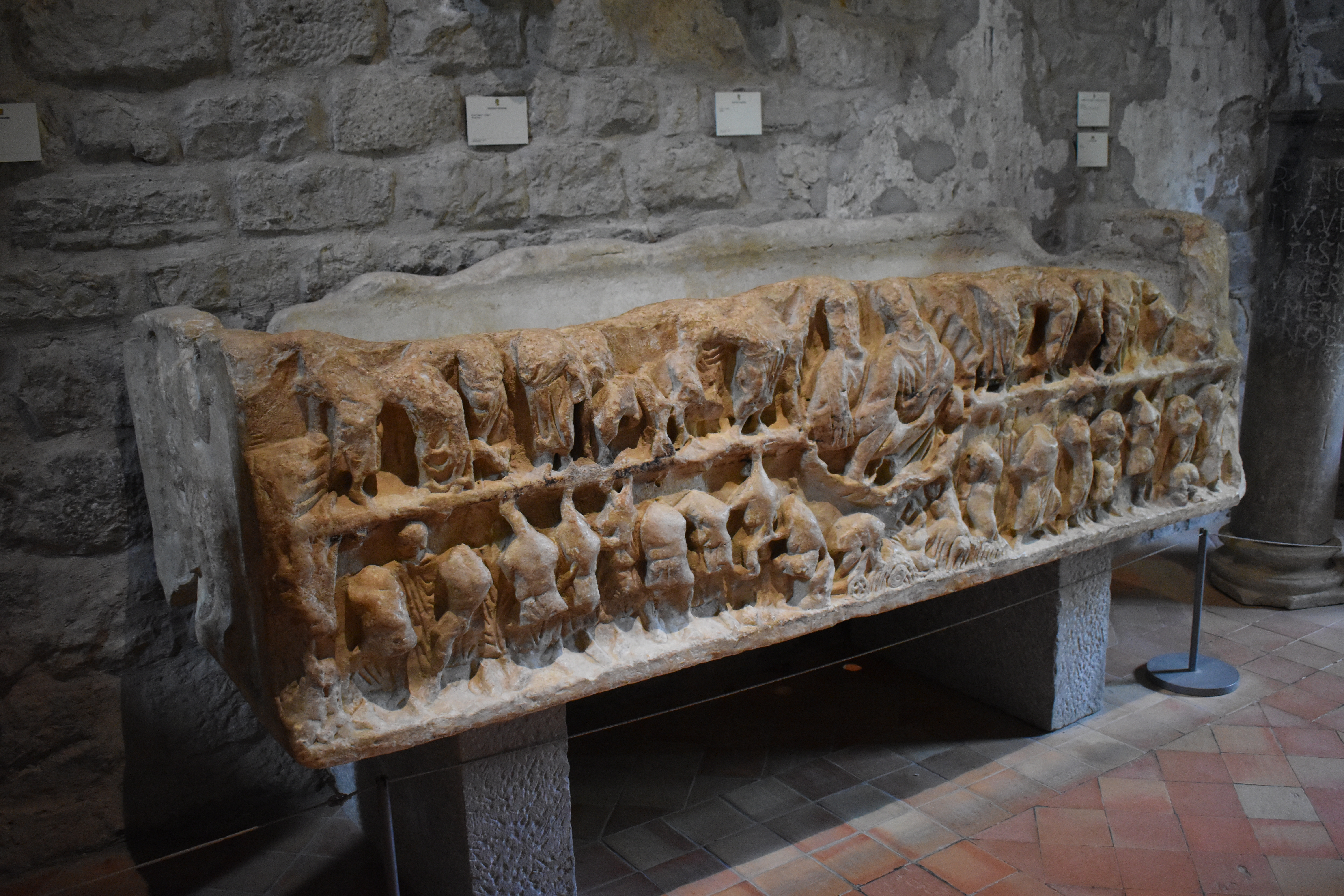
4. századi szarkofág a gall-római teremben
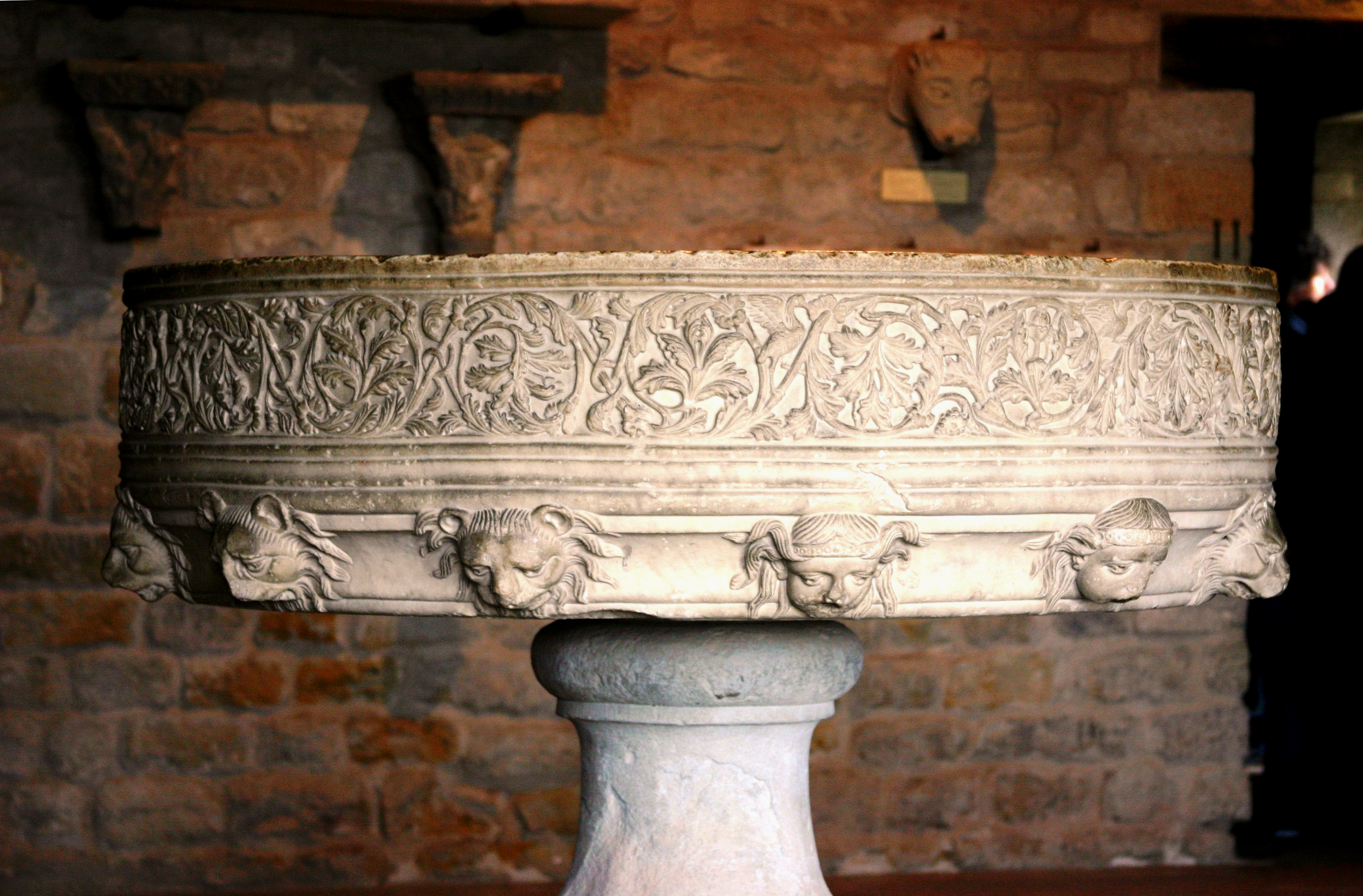
Medence a román kori teremben
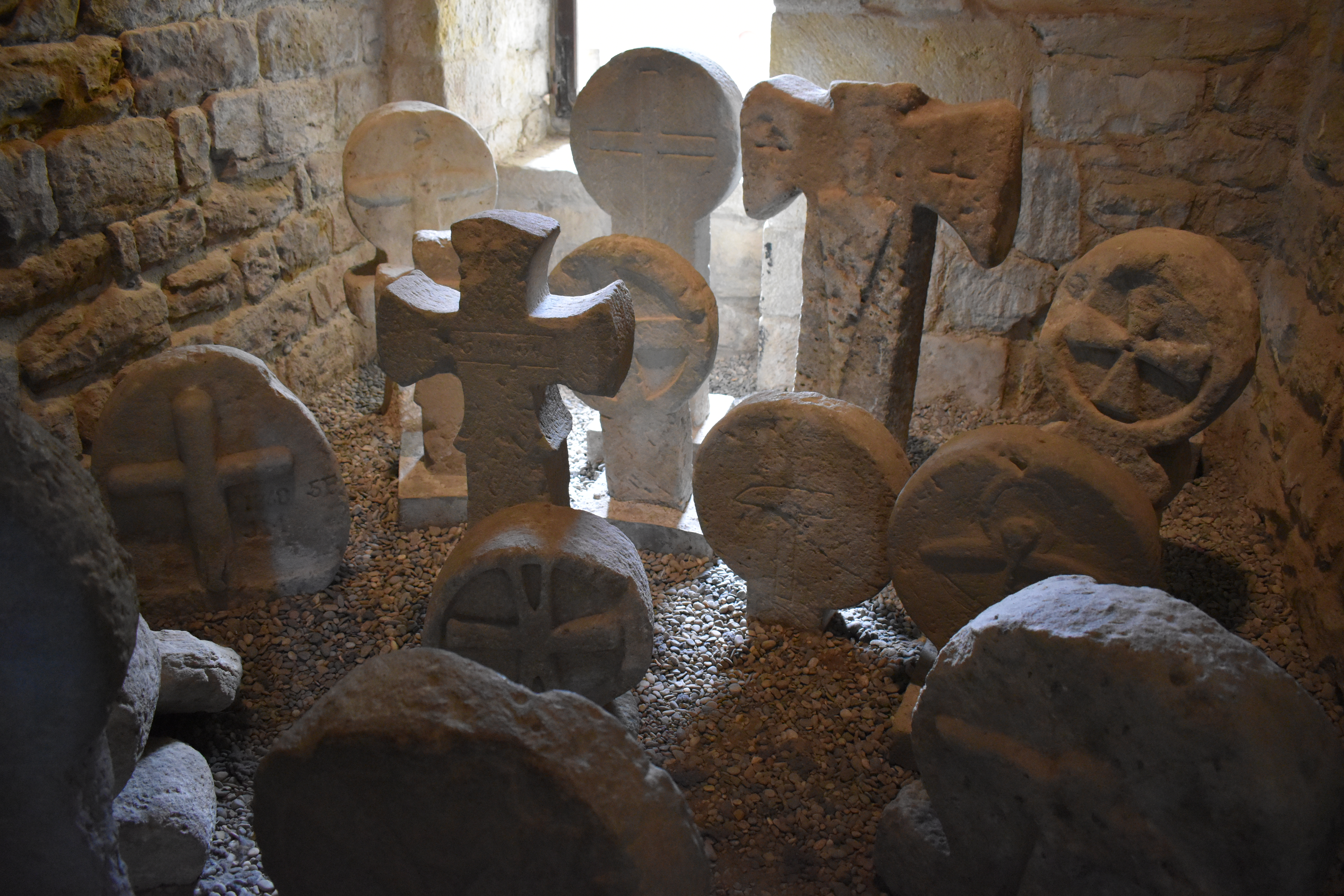
Sírsztélék a román kori teremben
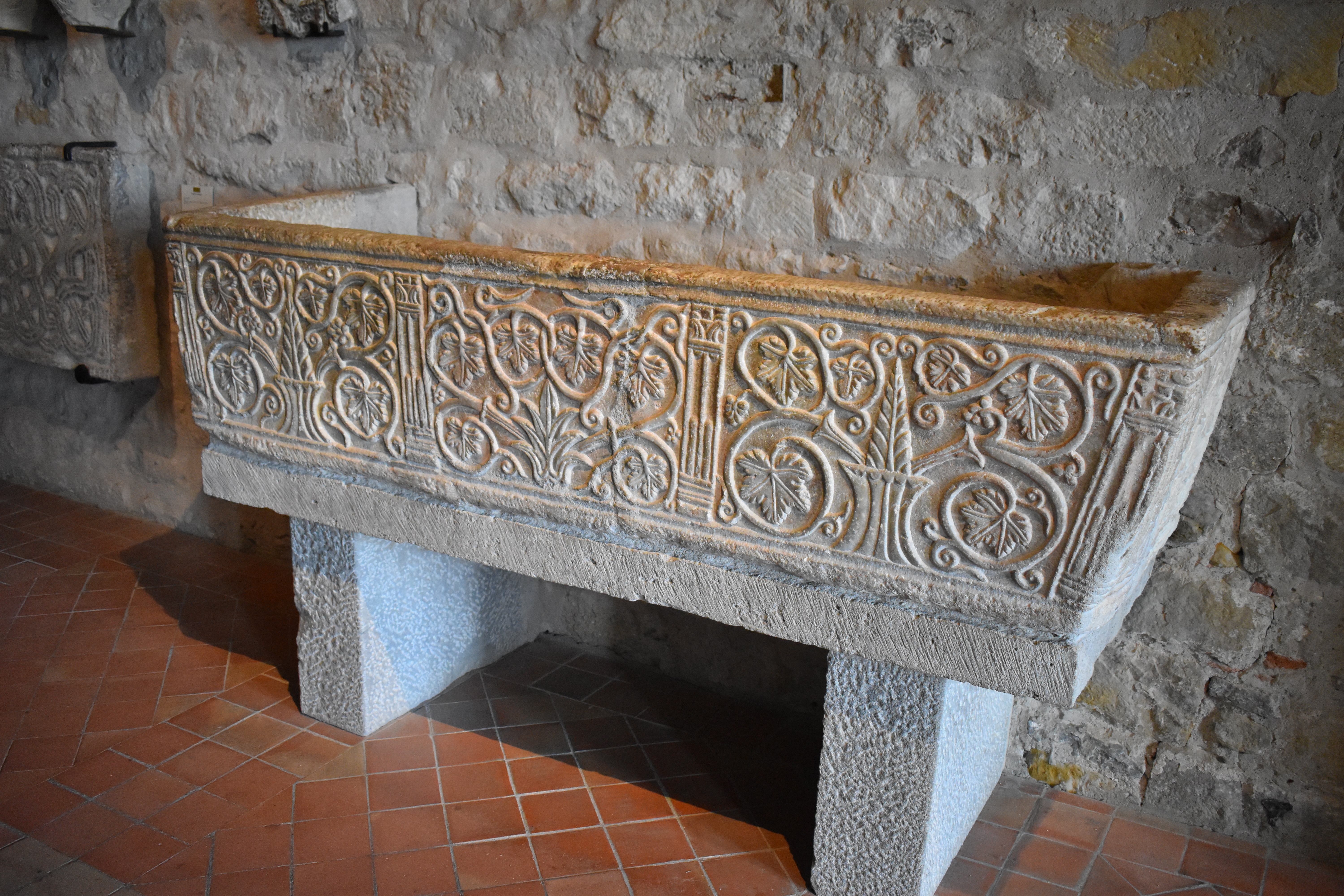
Kora keresztény szarkofág a román kori teremben
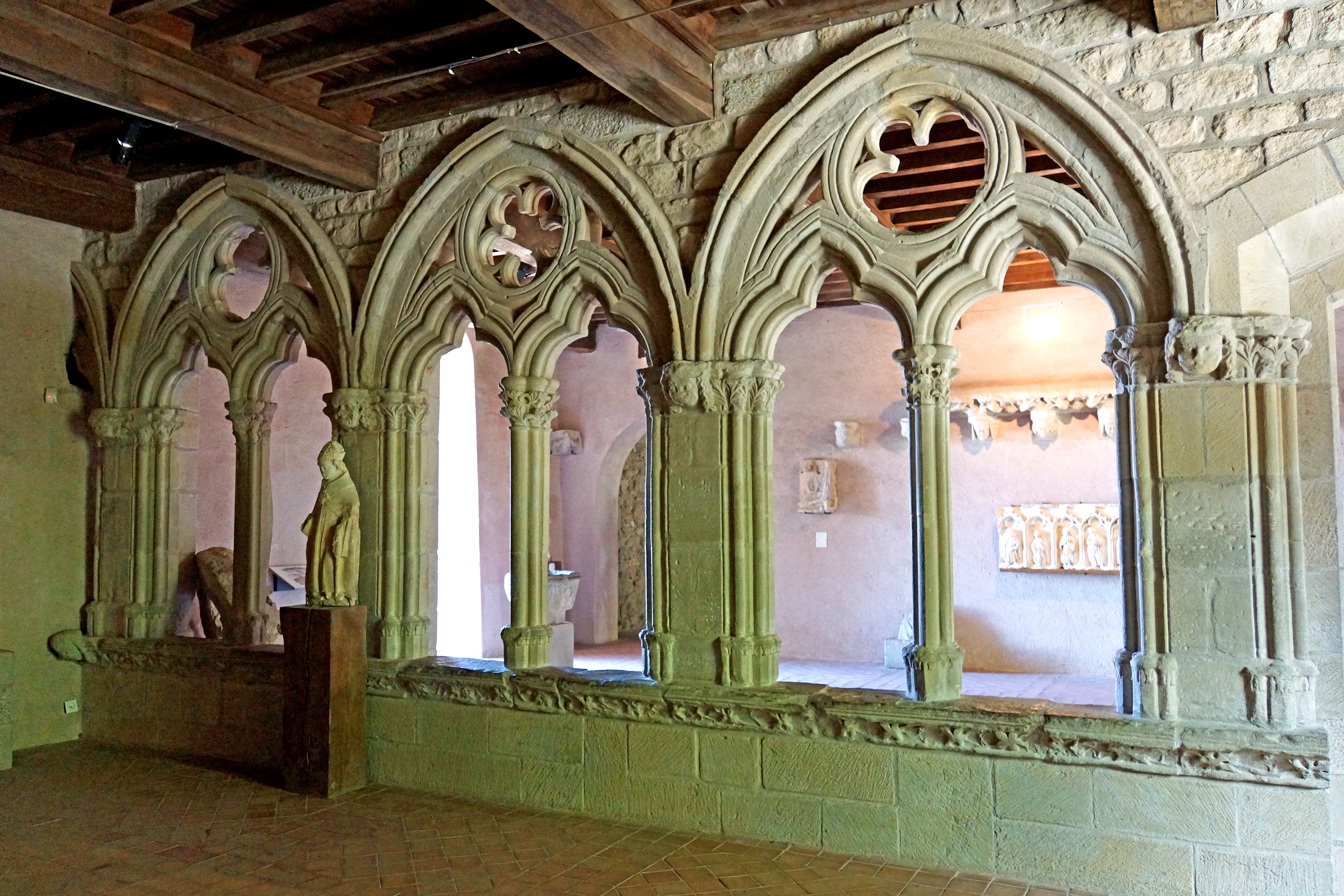
Gótikus ablakok az árkádok termében

### A Saint Nazaire-bazilika

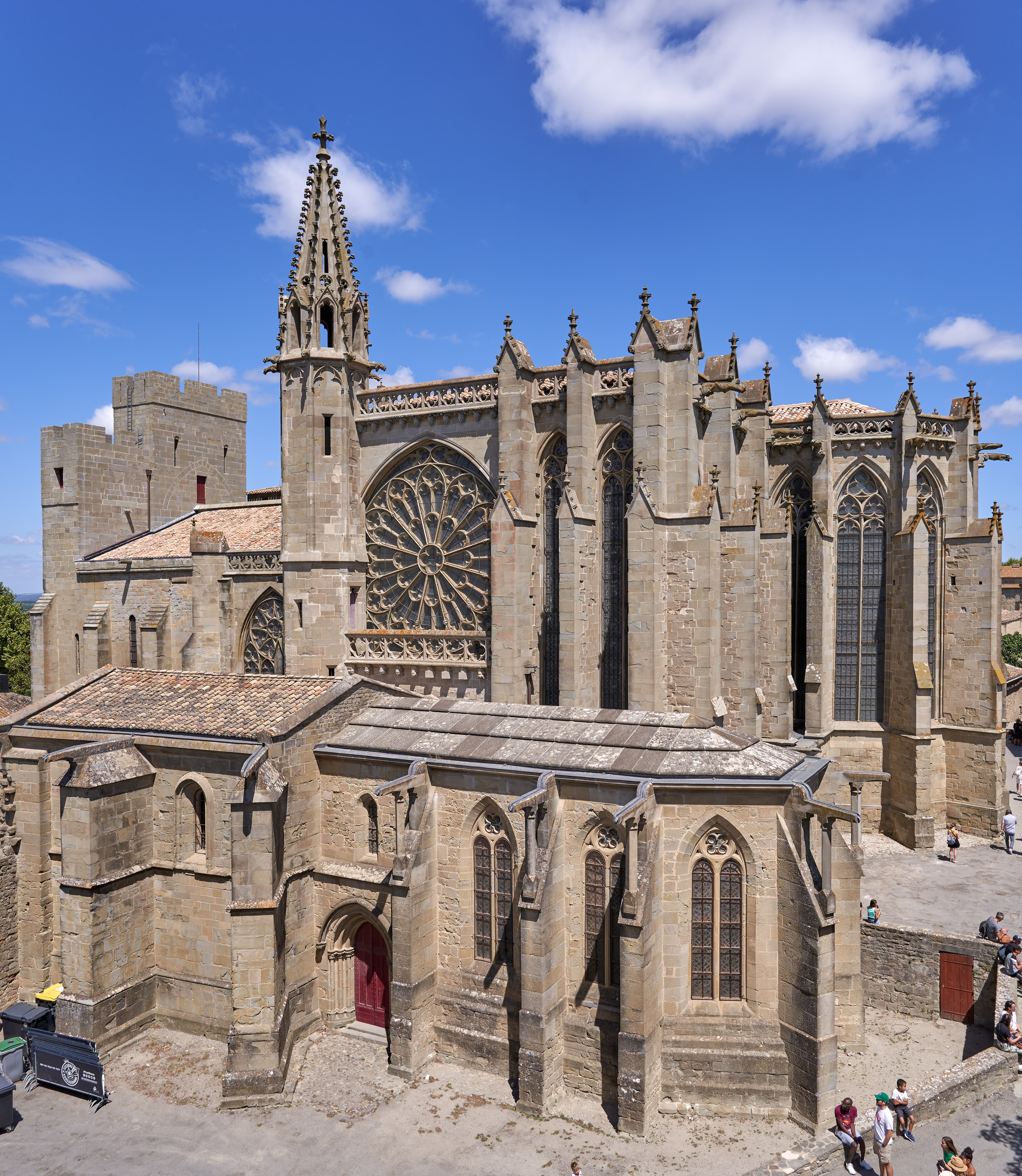
A templom déli oldala

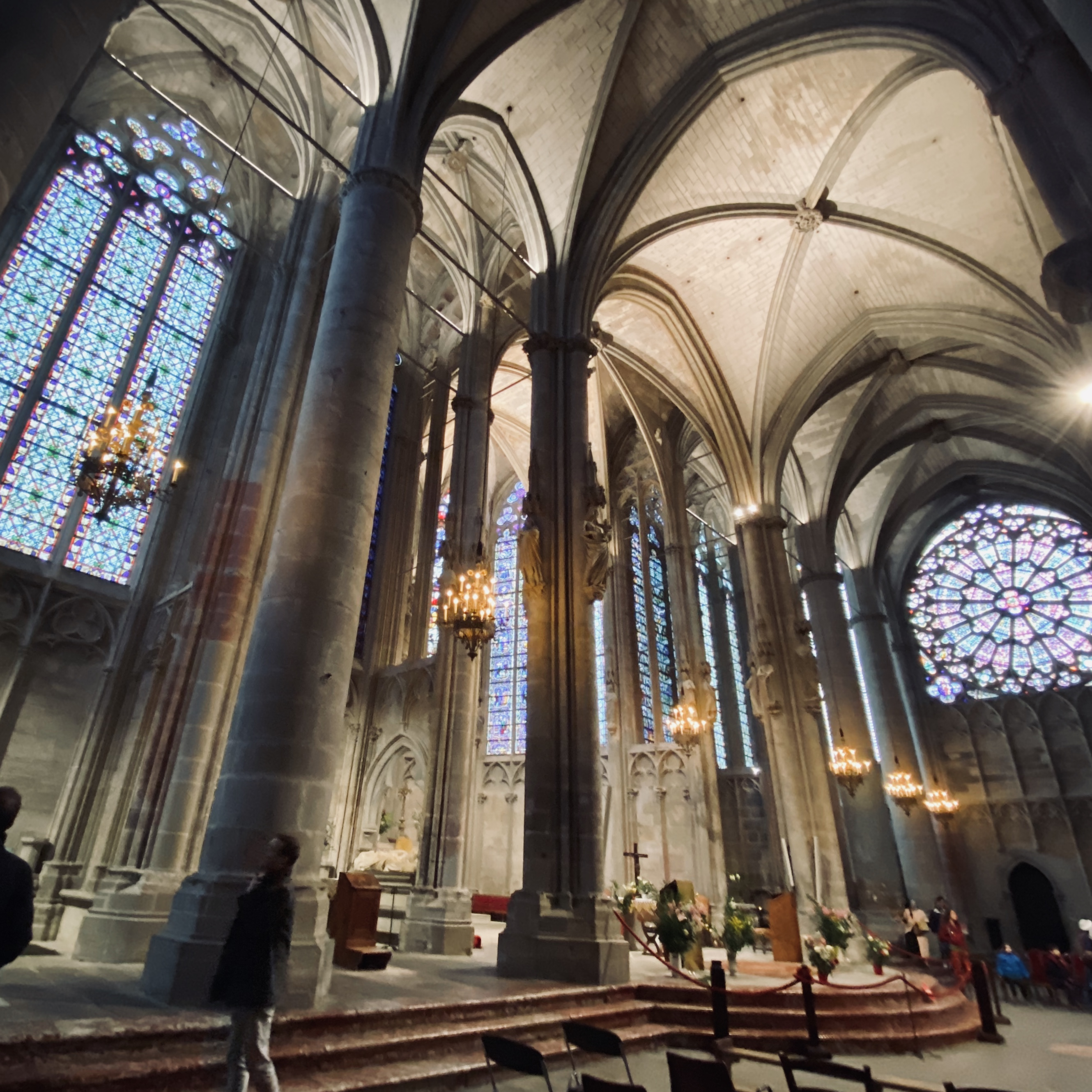
A gótikus stílusú szentélyrész

A bazilika külseje nem kiemelkedően szép, főleg az esetenként repedező homokkő miatt, és a a nyugati homlokzaton Viollet-le-Duc tervei alapján készült kiegészítések is eléggé megkérdőjelezhetőek. Belső tere azonban figyelemre méltó, főleg faragott díszítései és üvegablakai. A korábbi, román kori részeket harmonikusan egészíti ki a gótikus stílusú hozzáépítés.
Az 1096-ban építeni kezdett román kori katedrálisból a fő- és oldalhajók maradtak meg. A keskeny, dongaboltozatos oldalhajók csak az alsó részen lévő ablakokon és a nyugati homlokzat felső részén lévő kerek nyílásokon keresztül kaptak fényt, így ez az épület meglehetősen sötét lehetett. Miután Carassonne 1226-ban a Francia Királyság része lett, a gótikus stílus is megérkezett a városba. Az apszis és a kereszthajó átépítését 1269-ben kezdték el, ekkorra a párizsi Sainte-Chapelle már huszonegy éve elkészült, de a templom faragott díszítéseiben még itt is éreztette hatását. A kórus és a kereszthajó oszlopaira huszonnégy szobrot helyeztek el, és az épületnek ezt a részét párizsi mintára igyekeztek minél világosabbá tenni. Így a falakat, amennyire csak lehetett üvegablakokkal helyettesítették. Az ablakok legnagyobb része a 13. század végéről és a 14. század elejéről származik, a 19. századi restaurálások csak nagyon keveset módosítottak rajtuk.
A kórusban a középső ablakon Jézus életét, mellette az egyik oldalon Péter és Pál apostolt, a másikon Saint Nazaire és Celsus történetét jelenítették meg. Az északi kereszthajó egyik kápolnájának ablakán Jessze fája látható Jézus családfájával, a déli kereszthajóban az Élet fája, amely Szent Bonaventura ferences rendi teológus Krisztus szenvedéstörténetéről szóló 13. század közepi elmélkedésének képi átirata. A kereszthajók két rózsaablakon keresztül kapnak fényt. Az északi, Szűz Máriának szentelt ablakon a kék és a vörös szín dominál, a délin, amelyet Krisztusnak ajánlottak a világoskék, a zöld és a sárga.
A déli kereszthajó falára erősítették az úgynevezett Ostromkövet. A domborművekkel borított különös kőlap valószínűleg egy szarkofág oldallapja lehetett. A rajta lévő képek egy ostromot ábrázolnak de mivel csak annyi biztos, hogy a kő a 13. század első felére datálható, nem derül ki pontosan melyik ostrom látható rajta. (Az 1209-es, az 1240-es vagy esetleg Toulouse 1218-as ostroma).
Az oldalhajók, a kereszthajók és a kápolnák egyforma magasak, így a külső támívek feleslegesek, a falba közvetlenül beépített vékony támpillérek állnak ellen a falak nyomásának. A belső térben a vékonyabb/vastagabb oszlopok nem egyforma súlyt tartanak, ezért a stabilitás növelése érdekében az épületnek ezt a részét vasakkal erősítették meg. A Sainte-Chapelle-hez hasonlóan a mennyezet és a falak is festettek voltak, ennek azonban kevés nyoma maradt. Az épület 1801-ig Carcassonne katedrálisa volt, ekkor a püspök az elszegényedett városrészből az alsóvárosba költözött.

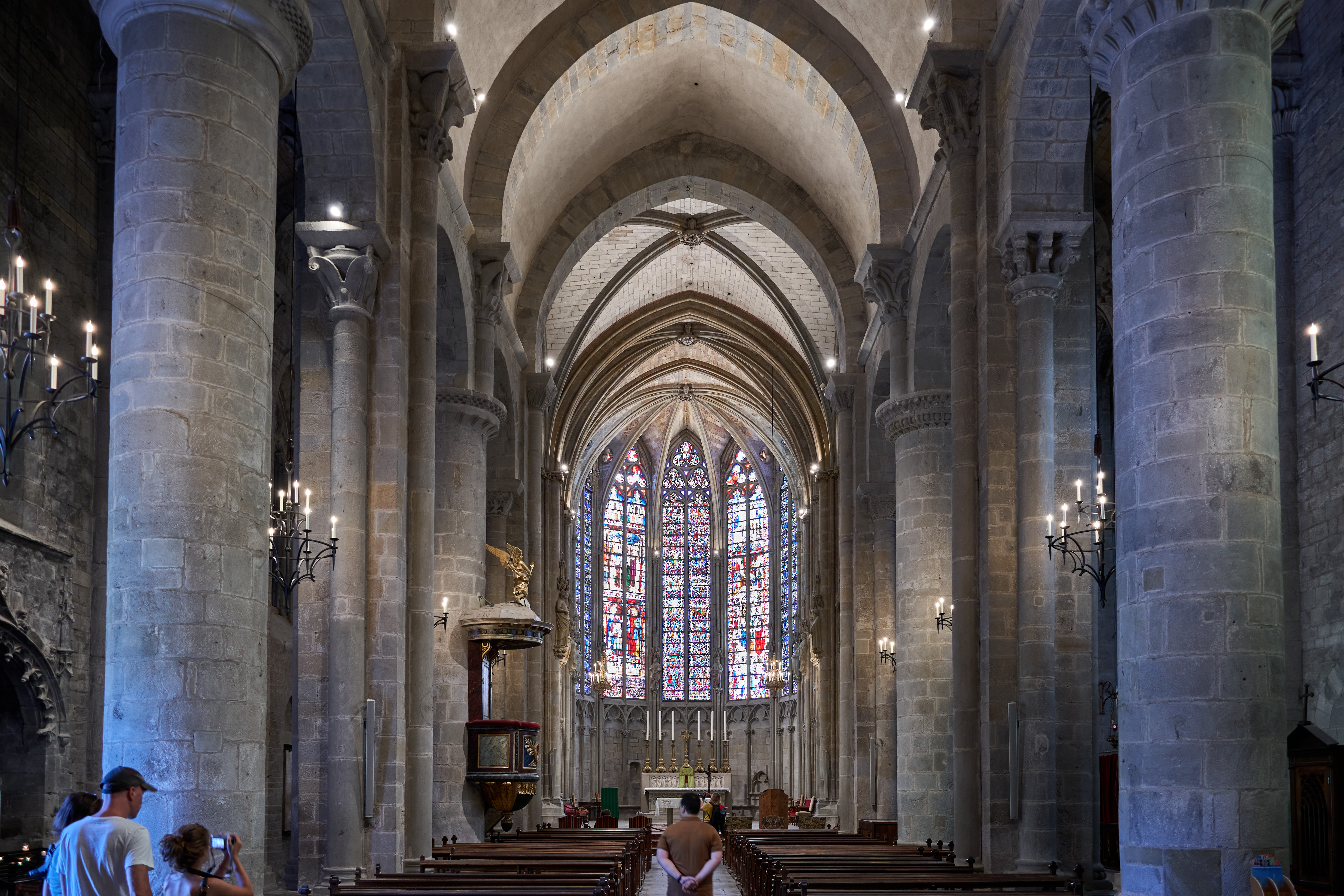
A bazilika főhajója
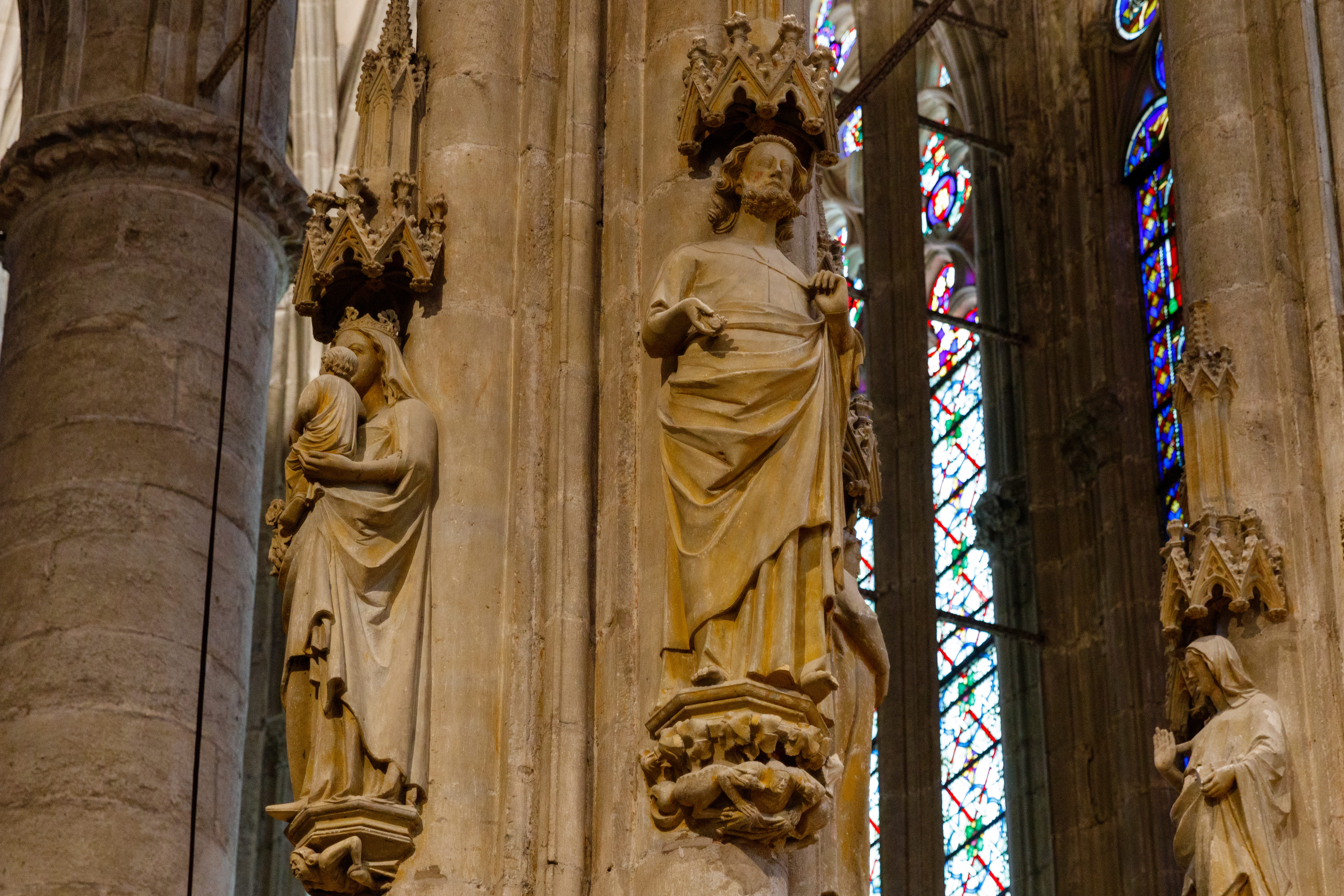
A szentély szobrai
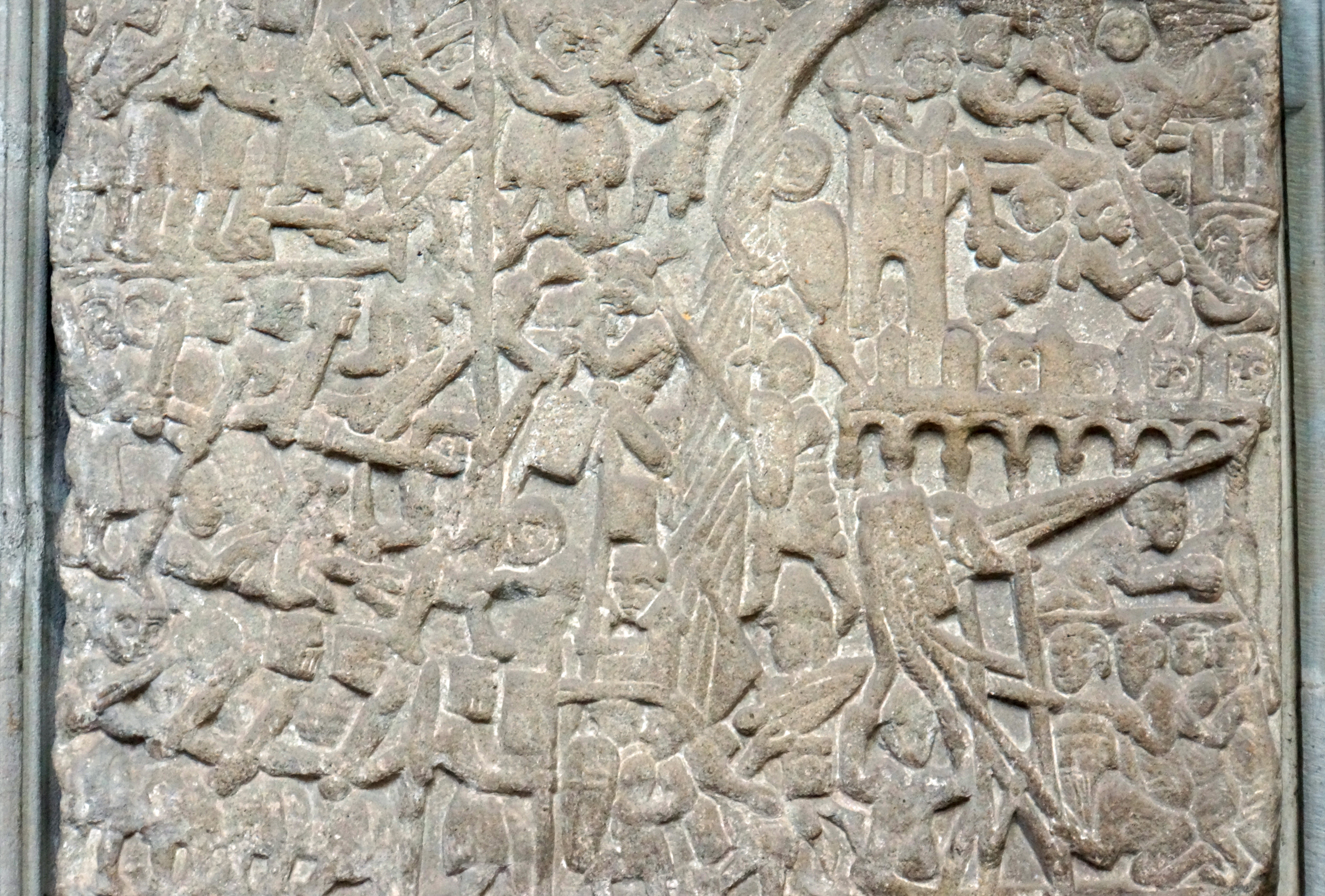
Az Ostromkő a kereszthajó falán
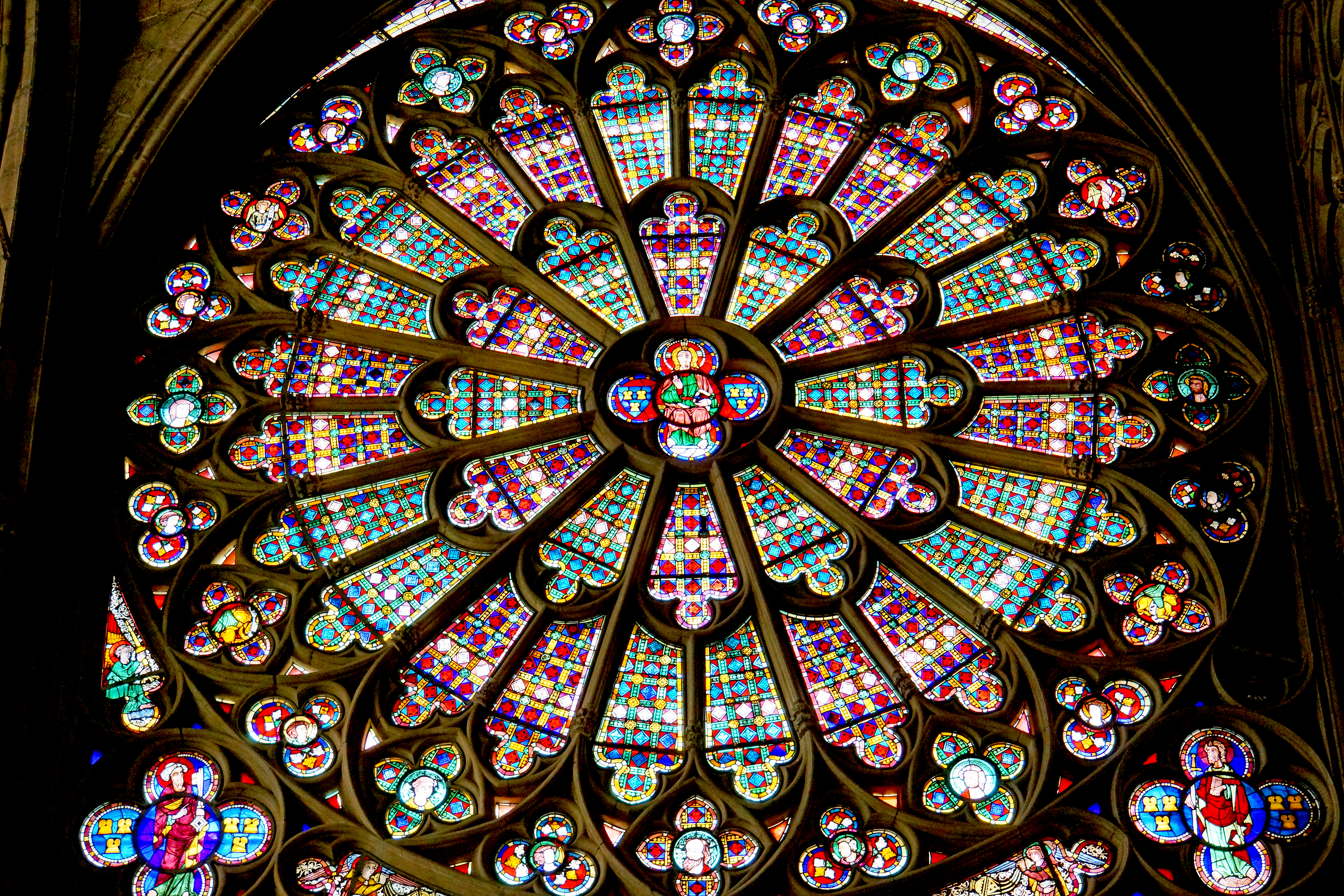
A déli rózsaablak